# Foin
Pour les articles homonymes, voir Foin (homonymie).
Ne doit pas être confondu avec paille.

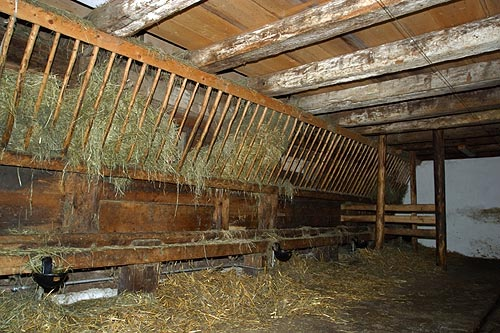
Le foin était la principale alimentation du bétail, autrefois souvent logé sous les maisons en hiver en zone froide et tempérée

Le foin est un fourrage constitué de végétaux fauchés, séchés et conservés pour l'alimentation des animaux herbivores dans les périodes, mauvaise saison ou période de sécheresse par exemple, dans lesquelles le pâturage n'est pas possible. Il s'agit le plus souvent d'herbe provenant de prairie. C'était autrefois une des conditions d'existence des systèmes de type polyculture-élevage et il était indispensable aux activités utilisant des chevaux (postes, transports, armées...).
Dans les élevages intensifs, il est surtout considéré comme un élément d'ajustement permettant d'atteindre l'indice d'encombrement de la ration nécessaire pour assurer un bon transit digestif.
Dans les élevages orientés vers l'agriculture durable, il est à nouveau très apprécié du moins lorsque le climat y est favorable.
L'ensemble du processus d'élaboration du foin s'appelle la fenaison.
La valeur nutritive du foin dépend principalement de sa composition floristique, du stade de récolte de l'herbe et de la qualité de la fenaison (conditions de séchage).
Le foin a aussi été utilisé pour la conservation de la viande ou du fromage.

## Étymologie et significations dérivées
Du latin fœnum ; picard fein ; provençal fen, fe  (Littré) ; poitevin fein.
Foin peut désigner l'ensemble des fleurons tubulaires du capitule (fond) immature de l’artichaut ainsi que la saison des foins ( Foin).

## Caractéristiques et composition

### Particularités du foin comme fourrage
Un fourrage est constitué de végétaux utilisés pour l'alimentation des animaux, qu'ils soient exclusivement herbivores ou non.
Un fourrage peut comporter des feuilles et des tiges, mais également et à la différence du foin, des racines (betterave fourragère, chou navet, radis fourrager ...), des fruits, des coproduits divers (tourteaux ...).
Le foin est un fourrage constitué uniquement de plantes herbacées séchées et destiné à l'alimentation des animaux herbivores.
Pour être mis en balles à la fin de la fenaison, le foin doit avoir un taux maximal d'humidité compris entre 15 et 25% suivant la densité et la dimension des bottes. Il continue à sécher en balles qui ne doivent pas être entassées tout de suite. Cependant une botte moins serrée risque plus de s'abîmer en cas de fortes pluies. Quant aux petites bottes carrées il vaut mieux les mettre à l'abri le jour même surtout si la météo n'est pas sûre.
Pour être conservé sans risques (moisissures, échauffements voire incendie) le foin doit être engrangé à un taux d'humidité égal ou inférieur à 15 % (sauf séchage en grange).

### Composition
Voir Fourrage#Plantes de prairies pour une liste de plantes prairiales.
La composition floristique du foin est celle des prairies d'où il provient. Les occasionnelles pertes d'éléments en cours de fenaison (feuilles de légumineuses par exemple) peuvent entraîner une dégradation (fréquent pour la luzerne). Du fait de ces pertes, un foin est toujours légèrement plus riche en éléments ligneux que le fourrage vert correspondant.
Les foins peuvent donc être constitués d'une ou plusieurs espèces, principalement des graminées (Poaceae) ou des légumineuses (Fabaceae).
La composition souhaitable du foin peut éventuellement varier selon les usages et le type d'herbivores à qui ils sont destinés (chevaux ou ruminants, animaux de trait, laitiers, reproducteurs, à viande).
La plupart des éleveurs de chevaux préfèrent utiliser des foins de mélange.
Les éleveurs laitiers apprécient les légumineuses (luzerne, trèfle, lotier) en raison de leur niveau élevé en protéines, part coûteuse de la ration.

### Valeur nutritive et digestibilité
La qualité du foin, qu'il s'agisse de sa valeur nutritive (énergétique et azotée principalement) ou de sa digestibilité, est très variable. Elle dépend de plusieurs facteurs outre sa composition floristique :
- du stade de fauchage des herbes. Pour avoir la meilleure qualité énergétique, l'herbe doit être fauchée à un stade relativement jeune avant qu'elle ne soit épiée c’est-à-dire avant que l'épi ne soit visible.
- des conditions  de réalisation de la fenaison (qualité du séchage) qui demande entre 3 et 5 jours de beau temps consécutifs.
- du temps de séchage. En effet les cellules du fourrage fraîchement coupé continuent à respirer, ce qui entraîne une baisse du taux de sucres et donc de la valeur énergétique. Il faut donc un bon ensoleillement. Le temps peut être raccourci par des méthodes comme l'utilisation de faucheuses-conditionneuses et le séchage en grange, méthode apparue en 1945 et améliorée par l'appoint solaire, qui est régulièrement l'objet de relances[5]. Le principal obstacle à sa diffusion est la complexité de manutention du fourrage qui entraîne des investissements importants[6].

En définitive, la météo reste la hantise (et parfois le cauchemar) de l'éleveur en période de foins.
La valeur alimentaire des fourrages a fait l'objet de nombreuses études scientifiques et techniques (en France par l'Institut national de la recherche agronomique et les instituts de l'élevage).
Des tables comprenant la valeur des foins sont largement diffusées ; des notes produites par les chambres d'agriculture des régions d'élevage sur la base d'analyse d'échantillons peuvent donner des valeurs corrigées en fonction du contexte climatique.

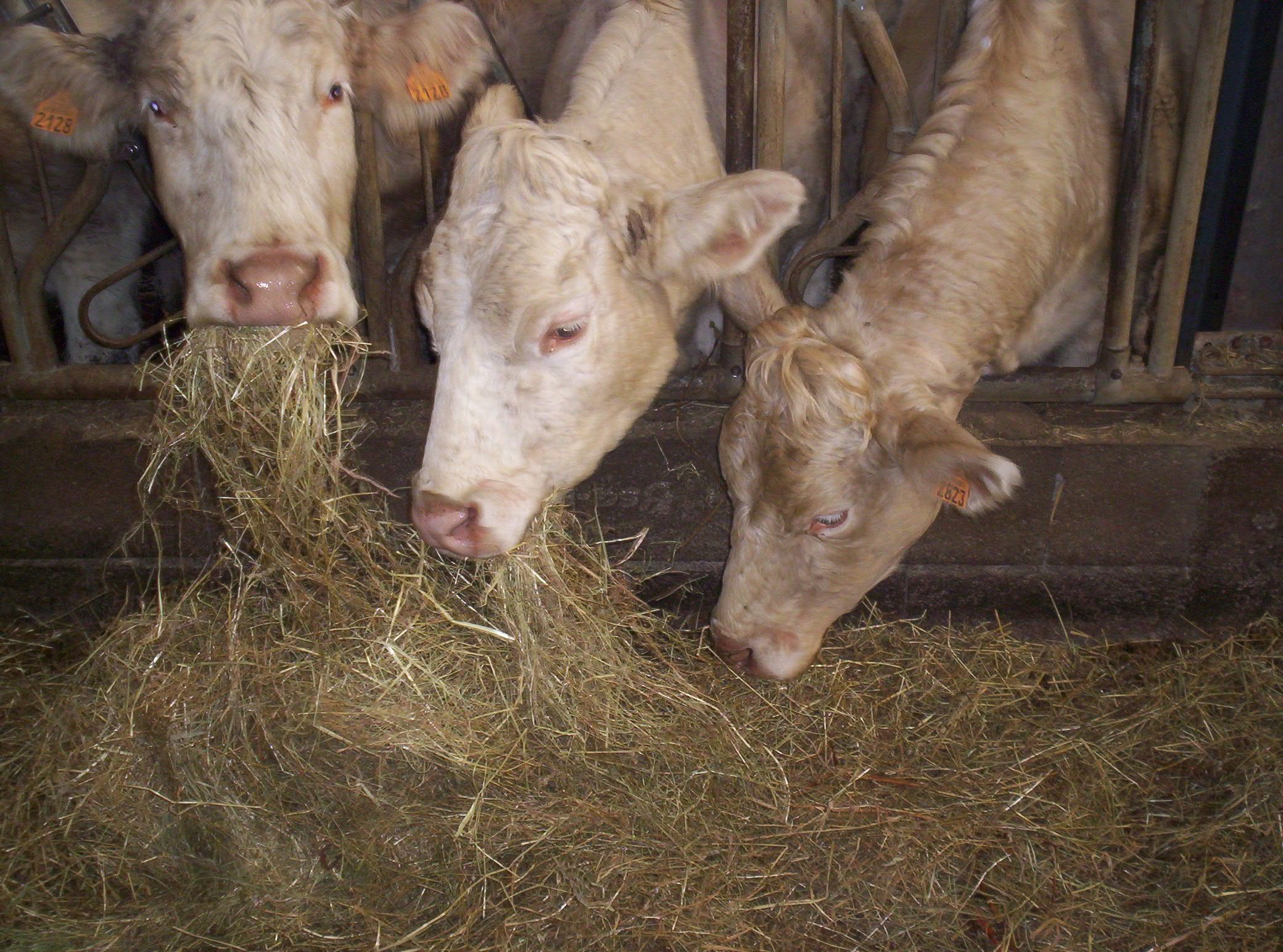
Vaches charolaises mangeant du foin au cornadis. 2009

Le foin permet de réguler le transit digestif des herbivores, de corriger les effets d'une ration trop énergétique (à base d'herbe de printemps, de grains, de betteraves, de maïs-ensilage, par exemple) ou ne comportant pas d'éléments grossiers. C'est un point fondamental pour les ruminants et encore plus pour les herbivores monogastriques (chevaux ...).

### Foin et paille[4]
Le foin de prairies et la paille de certaines céréales dites justement céréales à paille sont présents dans toutes les granges ou presque mais ne peuvent être confondus :
- le foin est de l'herbe séchée, la paille est constituée de la tige de céréales (blé, orge, avoine, seigle)[4],
- le foin est généralement de couleur vert pâle, quand la paille est de couleur jaune,
- le foin est composé de feuilles et de tiges fines et jeunes (donc peu de lignine) à la différence de la paille, prélevée sur des plantes matures, qui est constituée de chaumes lignifiés à tiges creuses. Les chaumes sont cireux (la paille brille).
- l'herbe une fois fauchée ou pâturée continue de pousser. Elle connaît plusieurs cycles végétatifs dans une saison (jusqu'à 4 à 5 cycles). Les plantes de prairies temporaires ou permanentes sont pluriannuelles. Les céréales à paille sont des plantes annuelles[4].
- le foin contient moins de cellulose (environ 30 % de cellulose brute) et présente une teneur en matières azotées d’autant plus importante que la proportion de feuilles est élevée (53 g/kg pour un foin de ray-grass anglais, 2e cycle)[4]. La paille contient beaucoup plus de cellulose (42 % de cellulose brute pour la paille de blé) et donc est moins énergétique et moins riche en matières azotées.
- La digestibilité de la matière organique du foin est bonne, de l'ordre de 60 %. Celle de la paille est en comparaison mauvaise du fait de la forte teneur en cellulose brute, de la présence de cires. Elle est de 35 % seulement[4]. Pour améliorer sa digestibilité ou ses qualités nutritives, la paille peut être traitée avec de l'ammoniac ou de la soude.

### Foin et fanes
Les fanes sont les résidus générés par la récolte de la partie principale de plantes telles que les légumes-racines, la pomme de terre, les légumineuses après récolte des grains. Ainsi le fanage des restes (feuilles et tiges) d'une culture de luzerne pour la semence ou d'une culture de pois ou d'arachide après récolte des graines ne donne pas du foin mais des fanes (plutôt que de la « paille »).

La valeur des fanes de légumineuses est supérieure à celle des pailles de céréales et équivalente à un foin médiocre à moyen et peut remplacer le foin en cas de pénurie.

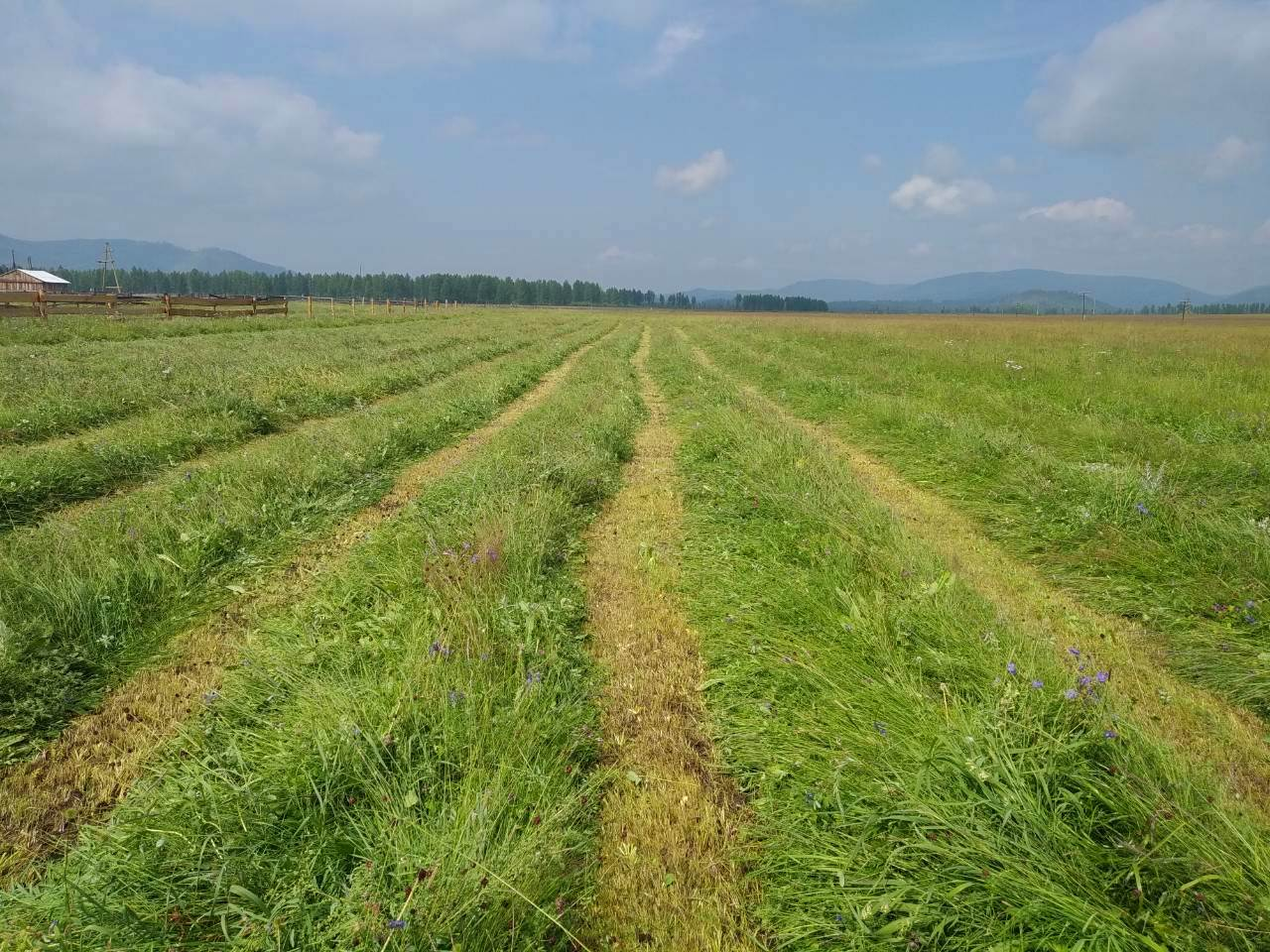
Herbe fraîchement coupée en andains dans les prairies alpines de la Bouriatie

## Le foin du pré au stockage
Pour obtenir une bonne conservation, il est nécessaire que le taux d'humidité de l'herbe soit ramené à 15 - 20 % maximum, alors que l'humidité initiale de l'herbe avoisine 70 à 90 %.
Ce séchage se fait généralement au soleil et au vent, mais il existe des techniques de séchage du foin en grange par ventilation forcée.

### Évolution des techniques de fanage

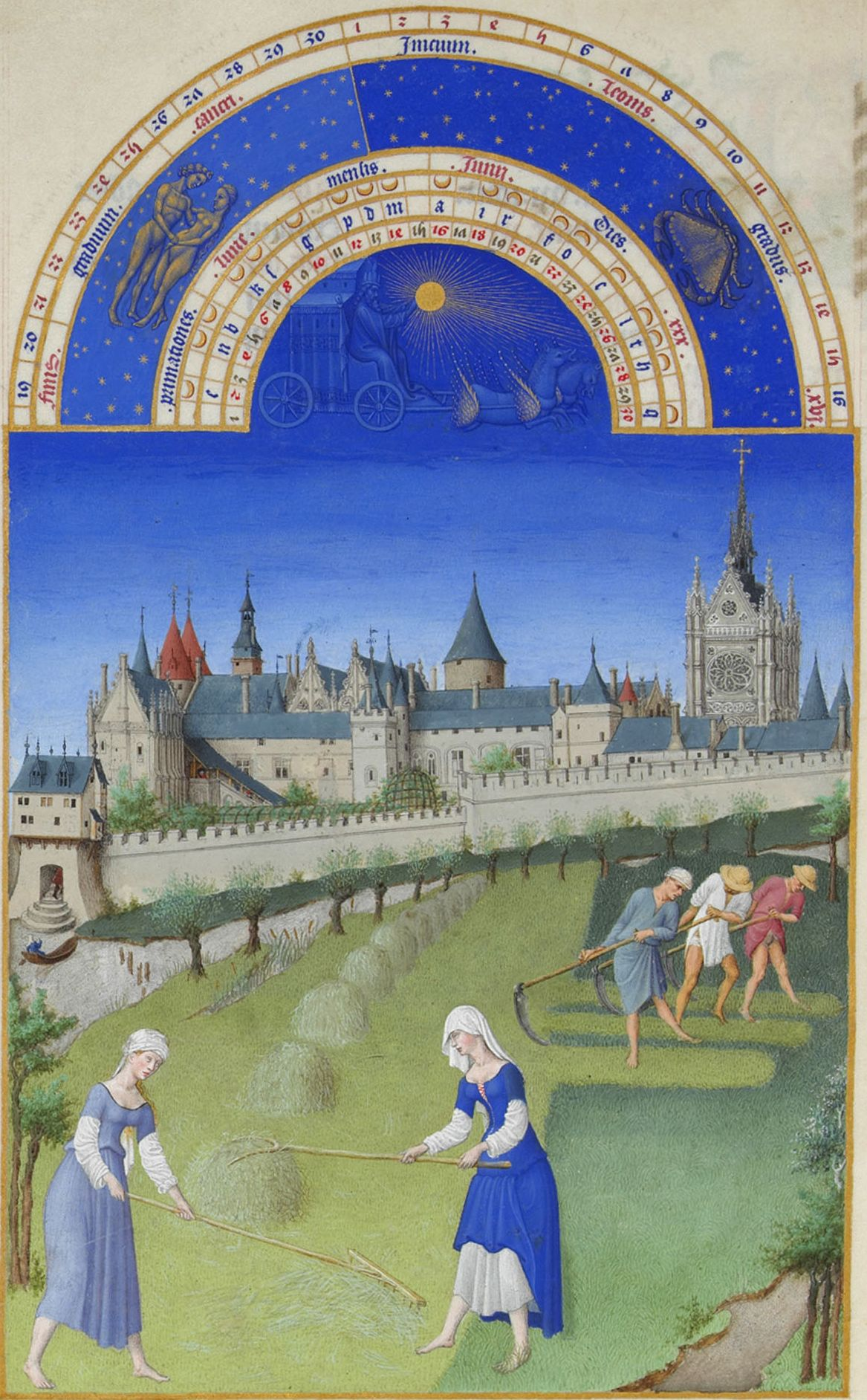
Les très riches heures du  duc de Berry, juin. Fauchage et mise en meules, devant le palais de la Cité, Paris, vers 1450.
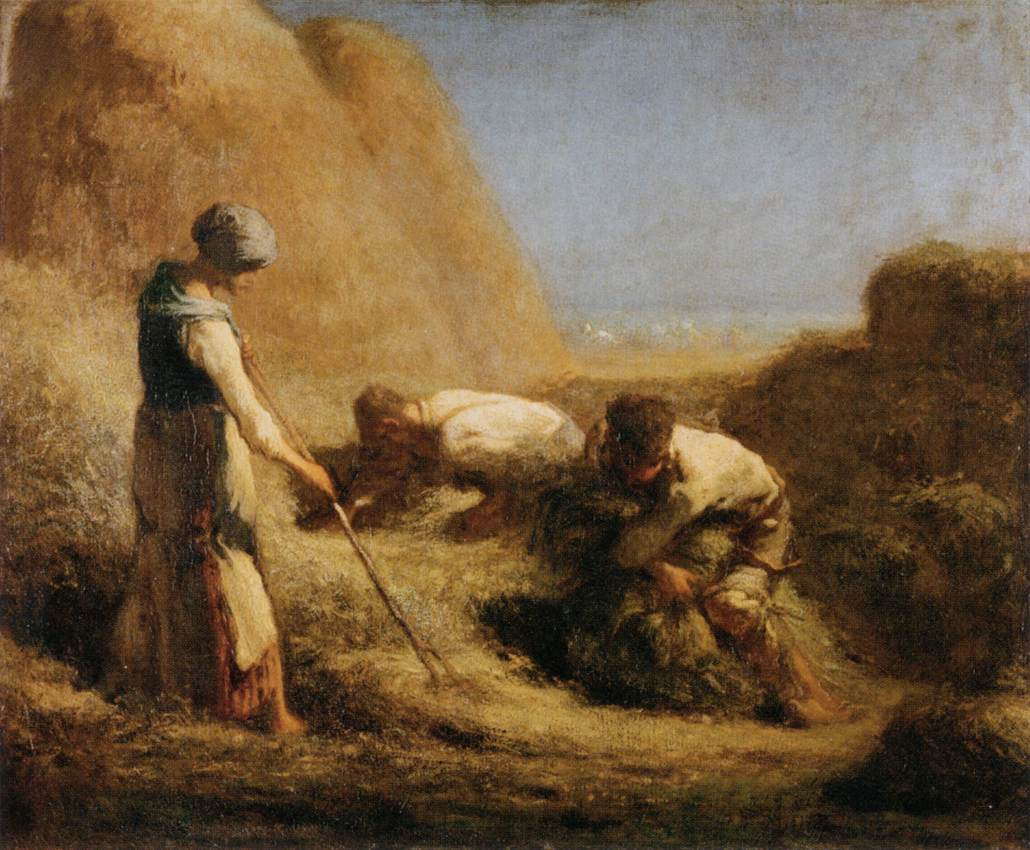
Les Botteleurs de foin Jean-François Millet, 1850-1851 musée du Louvre, Paris
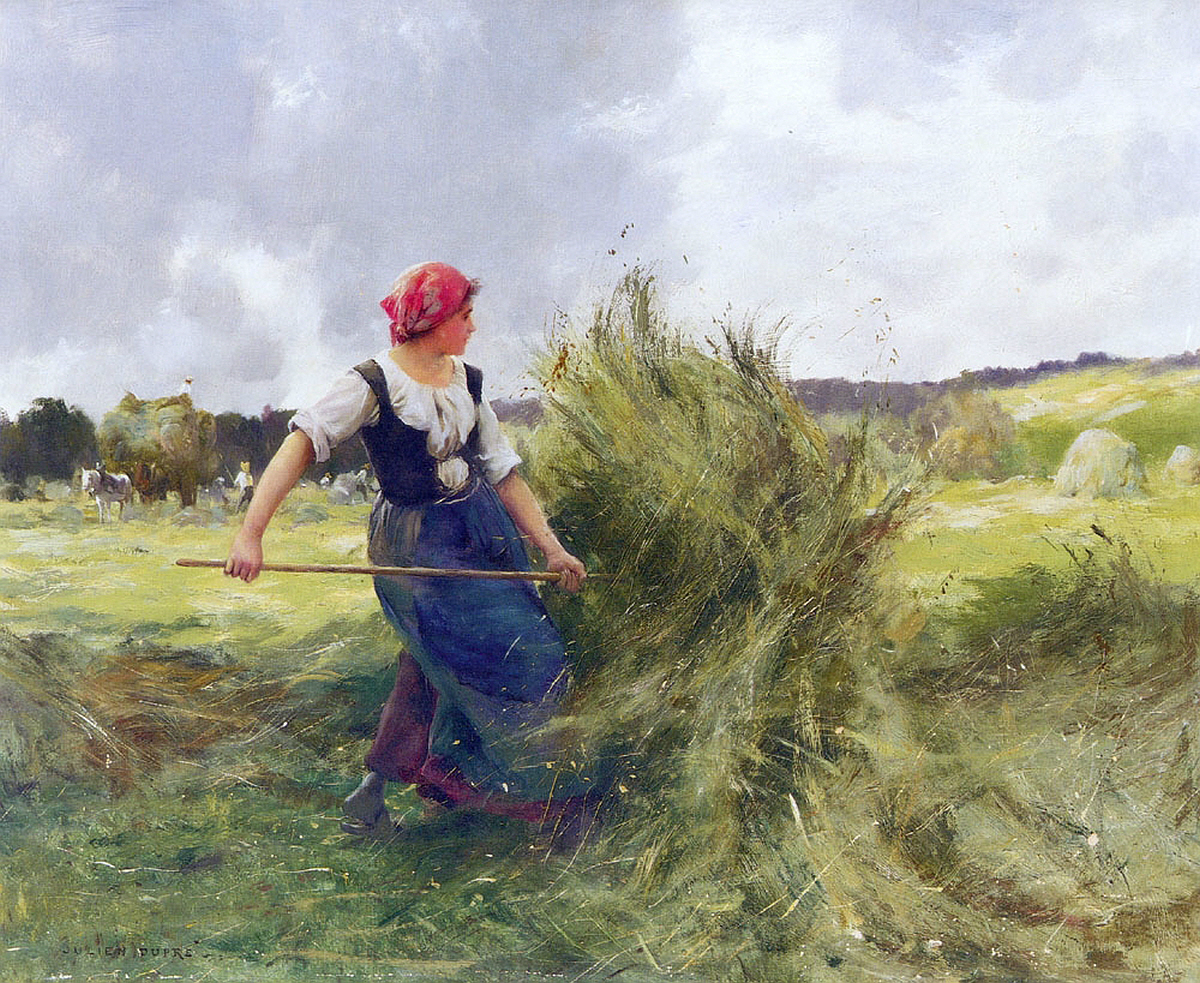
La Faneuse de Julien Dupré, vers 1880.
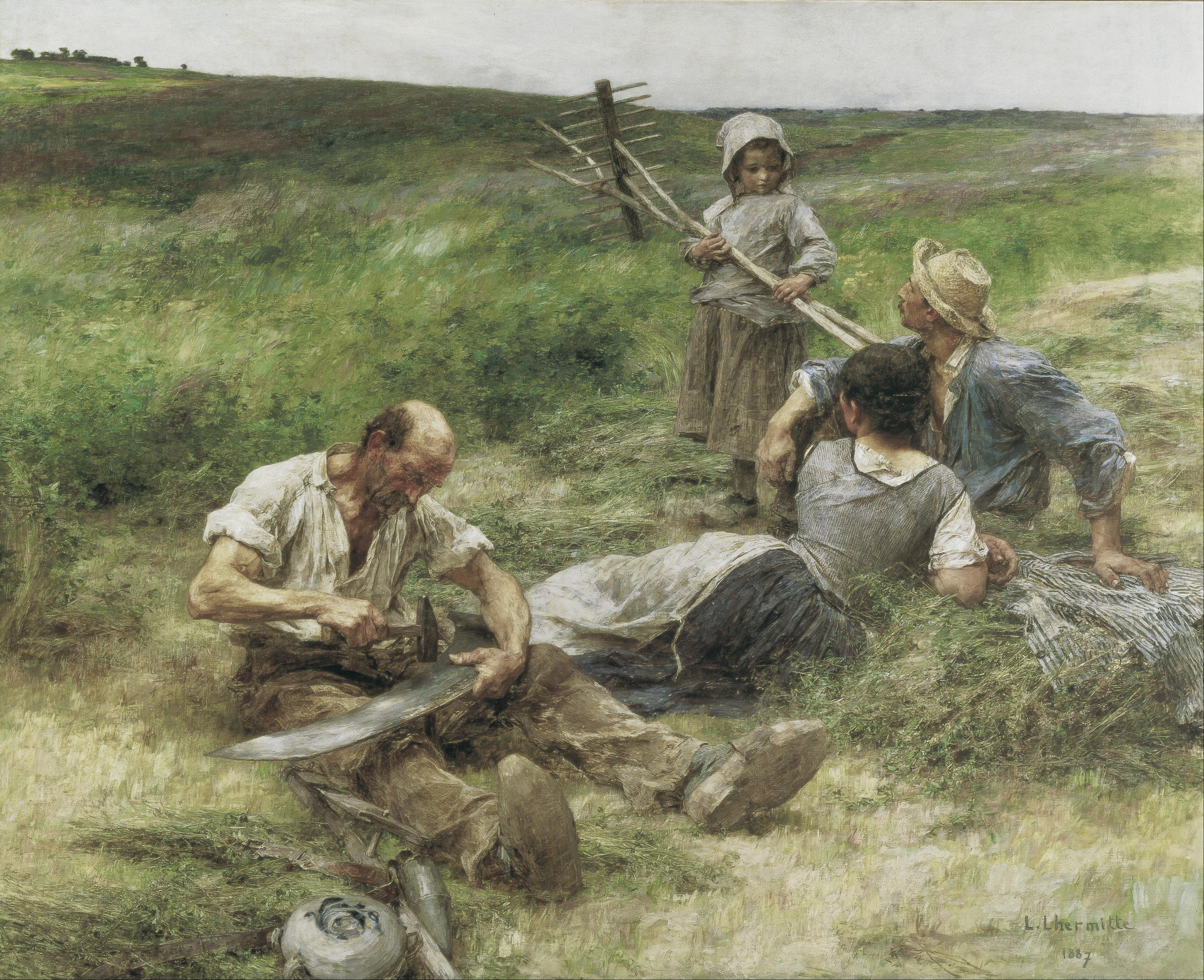
Rateau et fourche en bois, faux à l'entretien pendant la pause. La fenaison de Léon Lhermitte, 1887.
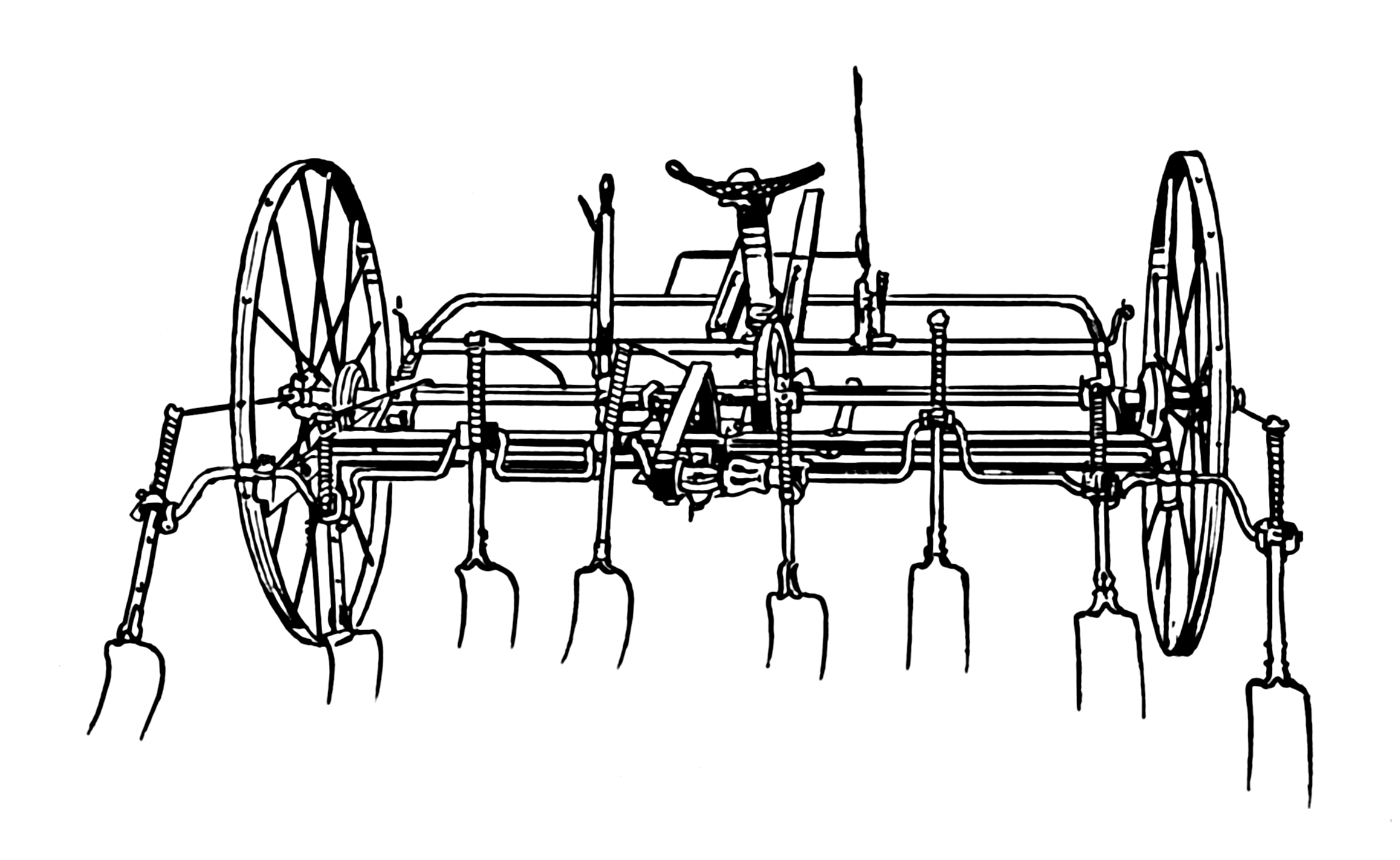
Faneuse à fourchons à traction animale
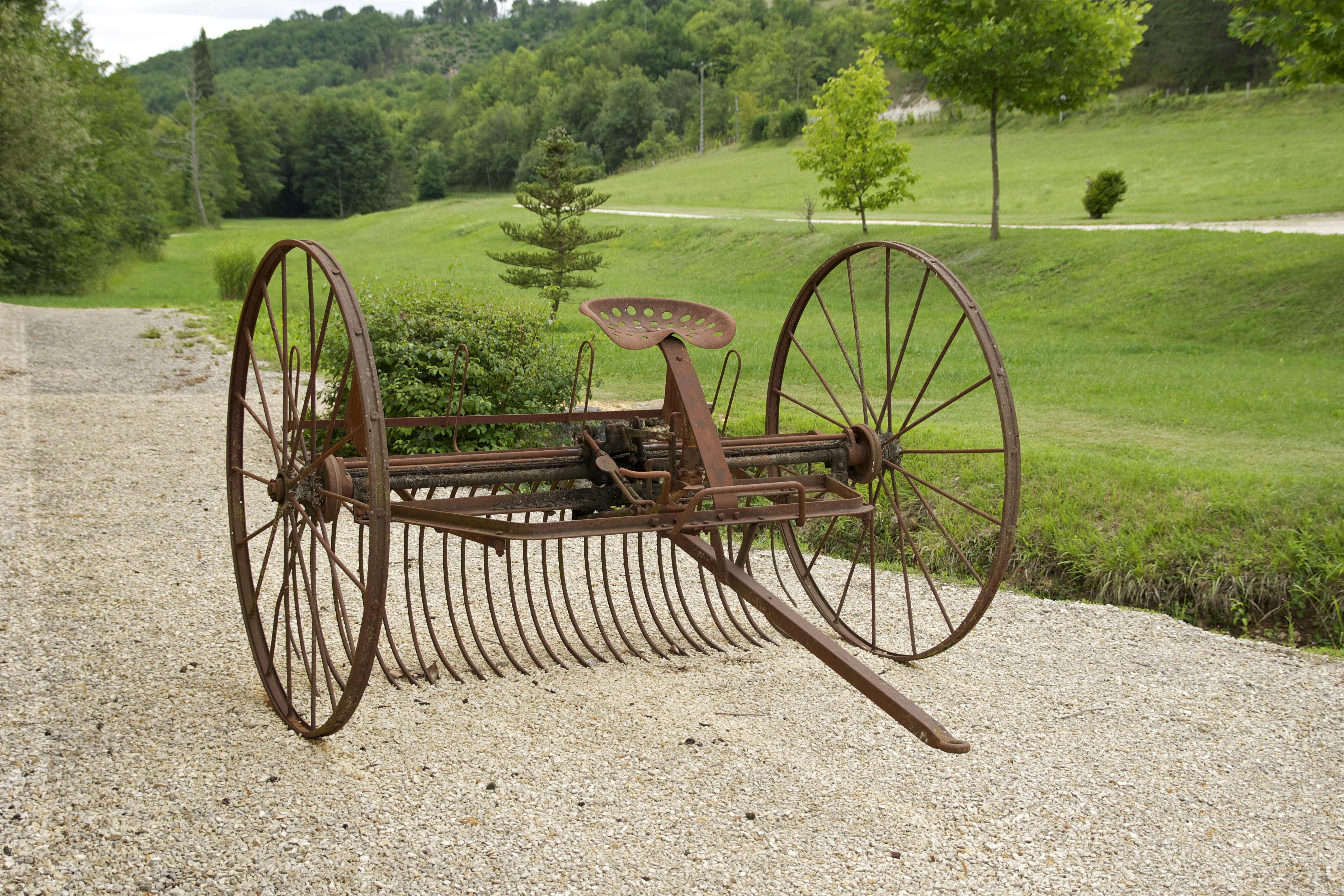
Râteleuse. Elle déposait des segments d'andains que l'on alignait perpendiculairement à sa direction d'avancement.
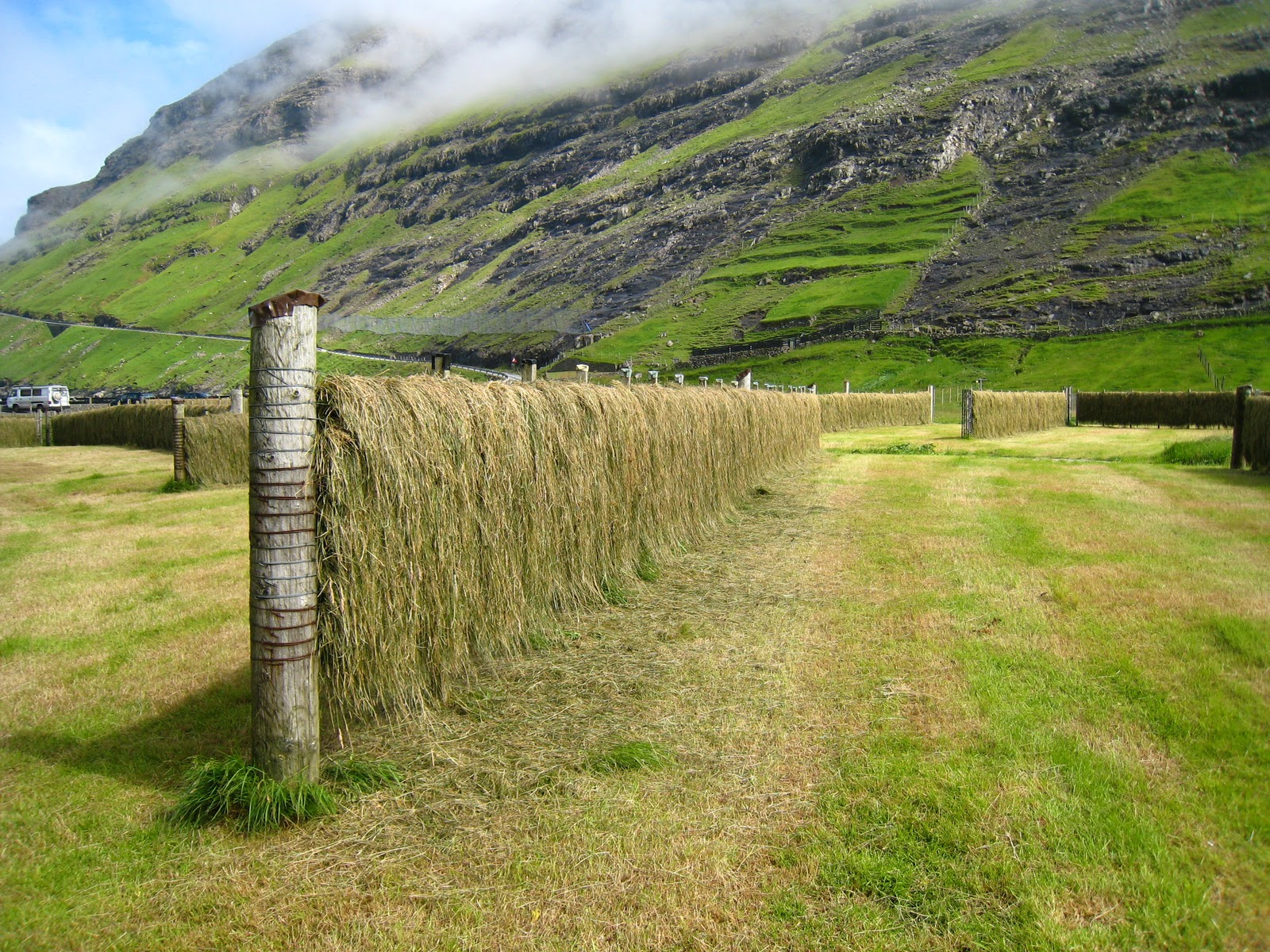
Fenaison à Tjǿrnuvik, îles Féroé, juillet 2009.
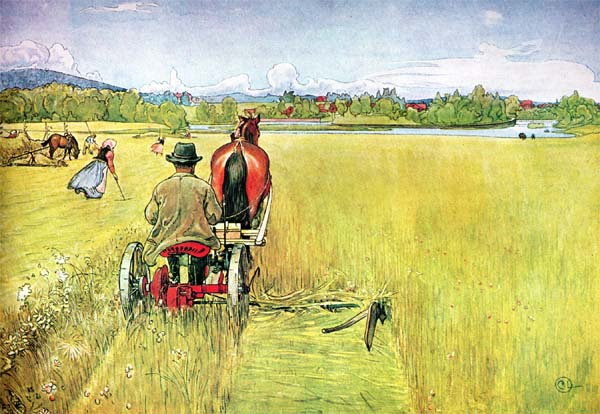
Un des premiers types de faucheuses à lame alternative
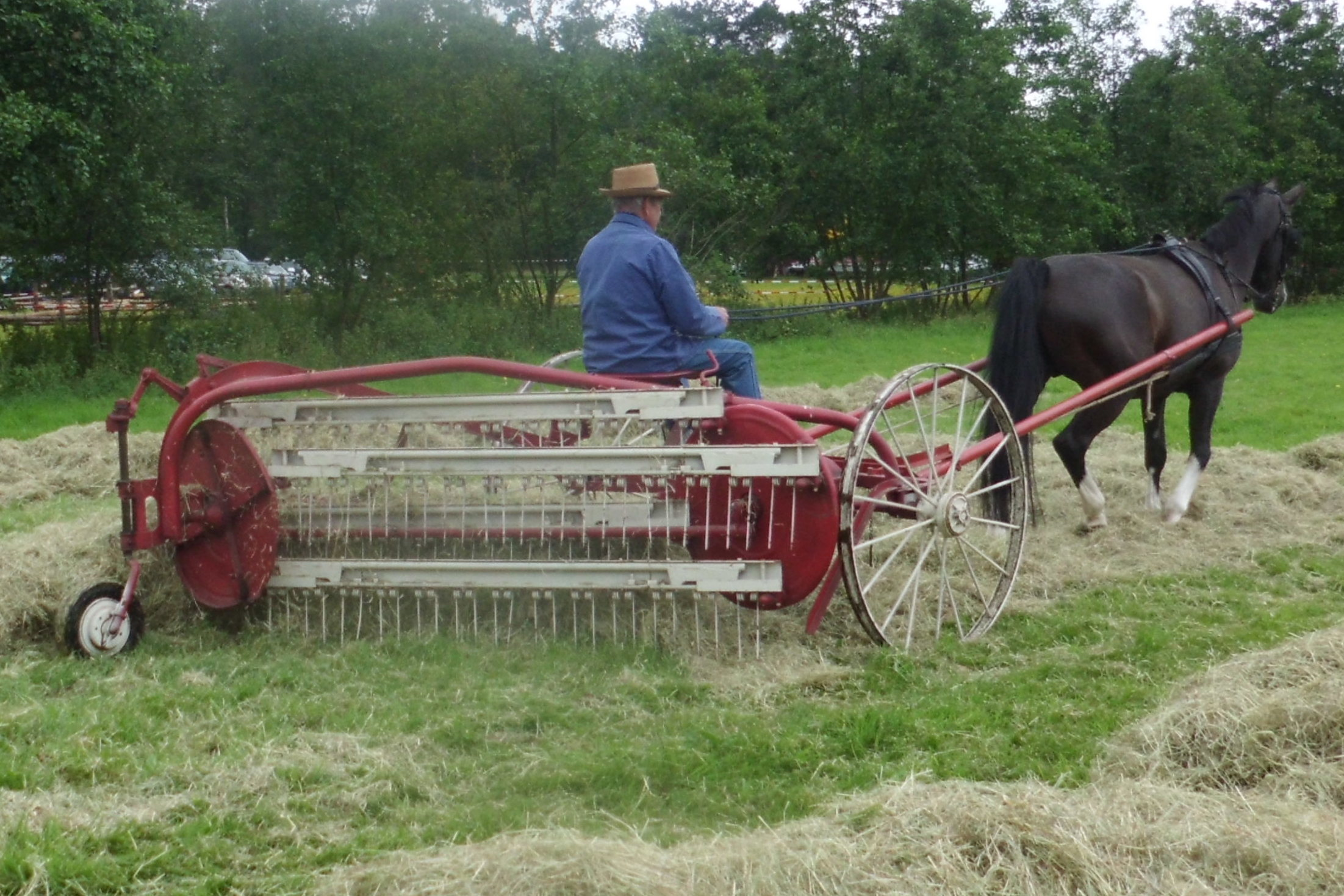
Andaineur ou rateau-faneur à décharge latérale. Réglable en retourneur d'andains, permettant un fanage médiocre. Années 1940 à 1960
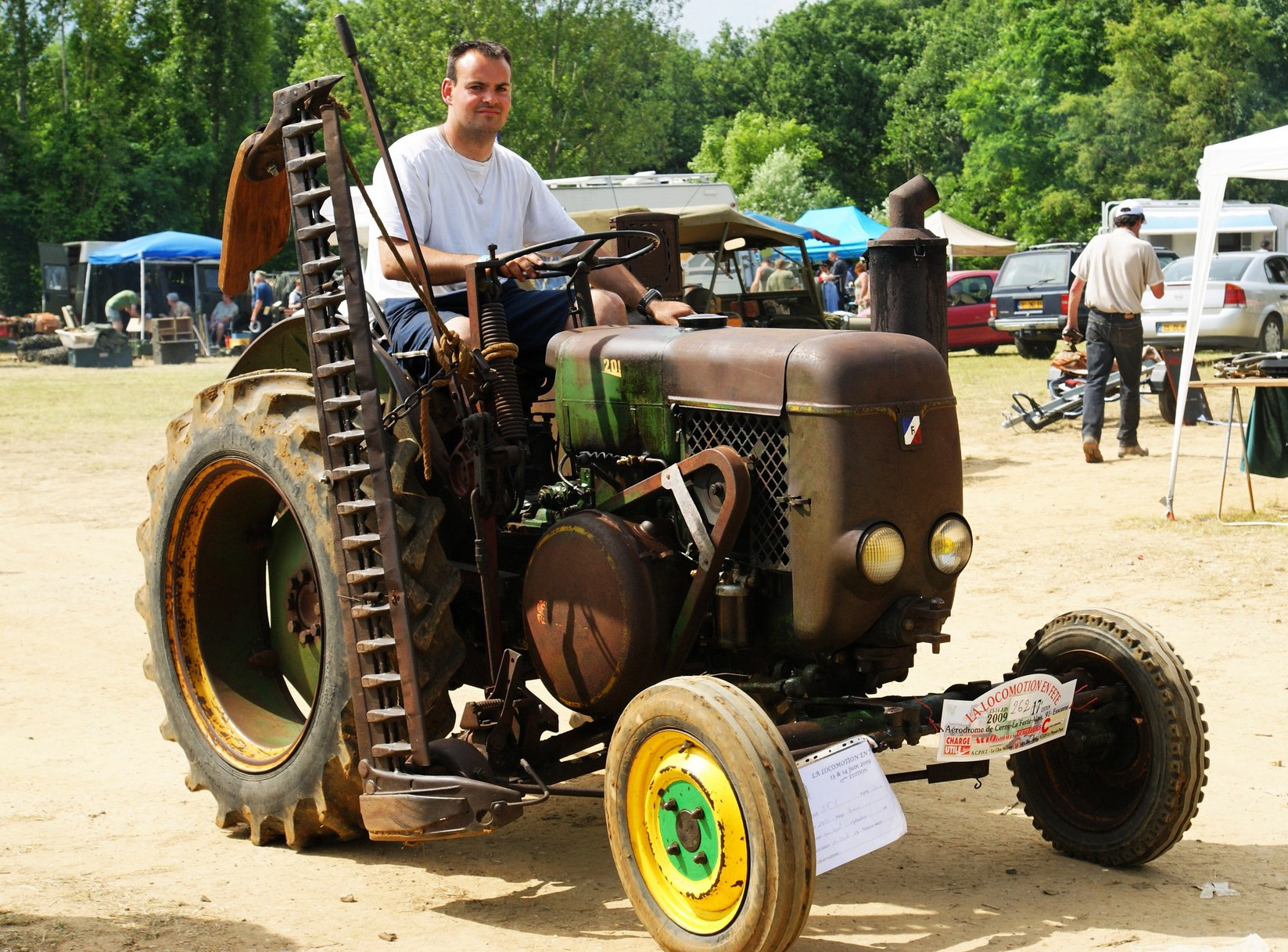
Faucheuse alternative (barre de coupe) portée latéralement sur un Vierzon 201. Type très répandu dans les années 1950-1960

Le fanage est probablement bien plus ancien que l'agriculture. Ce n'est en effet dans le principe qu'une technique particulière de cueillette. Dans la nature, les herbivores savent se nourrir des herbes desséchées dans les prairies en cas de sécheresse ou même sous la neige et on peut penser que les chasseurs du Paléolithique s'en servaient pour confectionner des appâts ou dissimuler leurs pièges tout en attirant le gibier. Dès cette période l'herbe à faner a été récoltée à la main ou à la faucille. Elles ont été constituées de silex placés sur des manches puis fabriquées en métal.
Les faucilles, faux, serpes, volants (grande faucille), sapes (petites faux), fourches à 2 ou 3 doigts (bois ou fer) et râteaux en bois sont assez bien représentés dans les registres archéologiques et iconographiques du Moyen-Âge. L'usage de la faux s'est répandu au Moyen-Âge pour la fauche des prés (comme l'illustrent les très riches heures du duc de Berry), permettant de travailler environ  trois fois plus vite qu'à la faucille, ce qui constituait une petite révolution.
Le foin était mis en petites meules ou meulons (nom variable suivant les régions : mulons en Poitou et Charentes, veilloches en Vienne et au Québec, ...) où il finissait de sécher avant d'être transporté ou utilisé sur place. Dans les régions à climat humide, ces meules étaient placées sur des supports en bois (siccateurs) aérés par le bas et permettant la circulation de l'air. Dans les régions excessivement humides (îles de l'Atlantique Nord comme les Féroé), on pratique même  du séchage sur fil à la manière des draps. Une fois sec, le foin pouvait être rentré en grange ou rassemblé dans une grande meule à l'extérieur généralement dans la cour de la ferme. Savoir faire la meule pour que le foin reste au sec était un art.
La révolution fourragère à partir de 1650 (culture de prairies artificielles comme le trèfle) donne de nouvelles opportunités de foins. Cependant son développement est entravé par les pratiques communautaires obligatoires (vaine pâture, assolement triennal). Il faut donc attendre la suppression politique de ces obligations (1790 en France) pour que ces cultures se développent. Le coût des animaux et du matériel, notamment des attelages de transport est un autre frein.
La mécanisation du fanage commence vers 1840 en Amérique du Nord avec la construction en série des premières faucheuses à lame alternative puis de la faneuse mécanique et du râteau-andaineur à décharge intermittente (dit râteleuse) vers 1850. Ce fut une avancée considérable pour l'élevage des herbivores.
La motorisation de l'agriculture puis l'invention de la prise de force et des transmissions hydrauliques ont ensuite permis de concevoir des outils demandant plus de puissance et fonctionnant suivant des principes variés. Les presses à foin modernes permettent de se passer de meules.

### Salage
On pouvait autrefois (lorsqu'il n'y avait pas de gabelle) saler le foin autant pour améliorer sa conservation que pour fournir du chlorure de sodium aux animaux pour qui il est indispensable. Cette pratique n'est plus d'actualité depuis que l'on conditionne  le foin en bottes denses, les animaux reçoivent le sel en blocs à lécher ou dans le complément minéral de la ration.

### Conditionnement et stockage
Aujourd'hui le foin n'est plus guère ramassé en vrac sauf dans le cas du séchage en grange. Dans ce cas, les andains sont ramassés avant d'être secs à l'aide d'une remorque autochargeuse.
Sinon lorsque le foin est presque sec, il est mis en andains où il peut encore continuer à sécher, généralement moins de 24 heures. Il est ensuite bottelé.

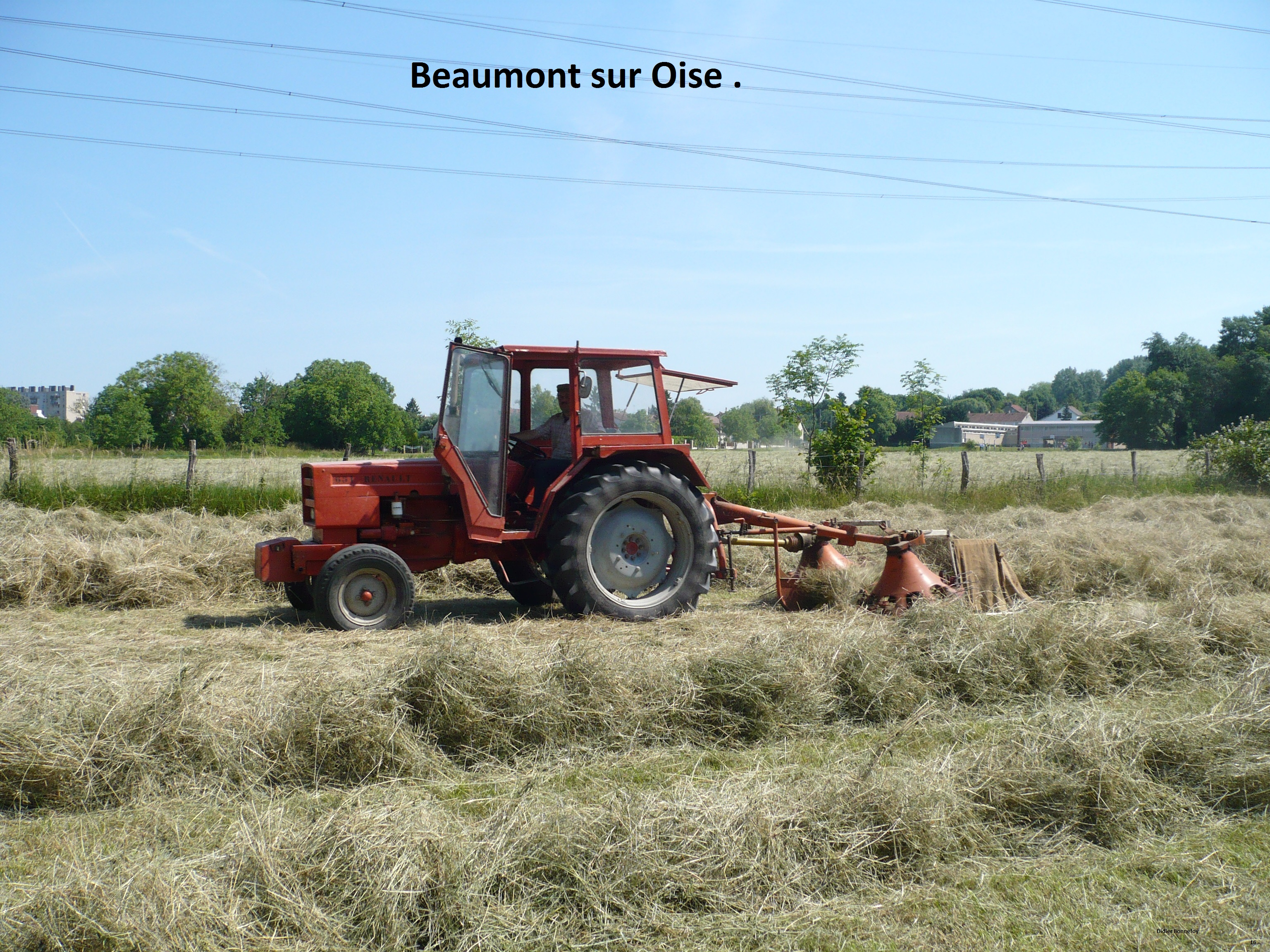
Andainage avec une faneuse-andaineuse (outil polyvalent des années 1970)
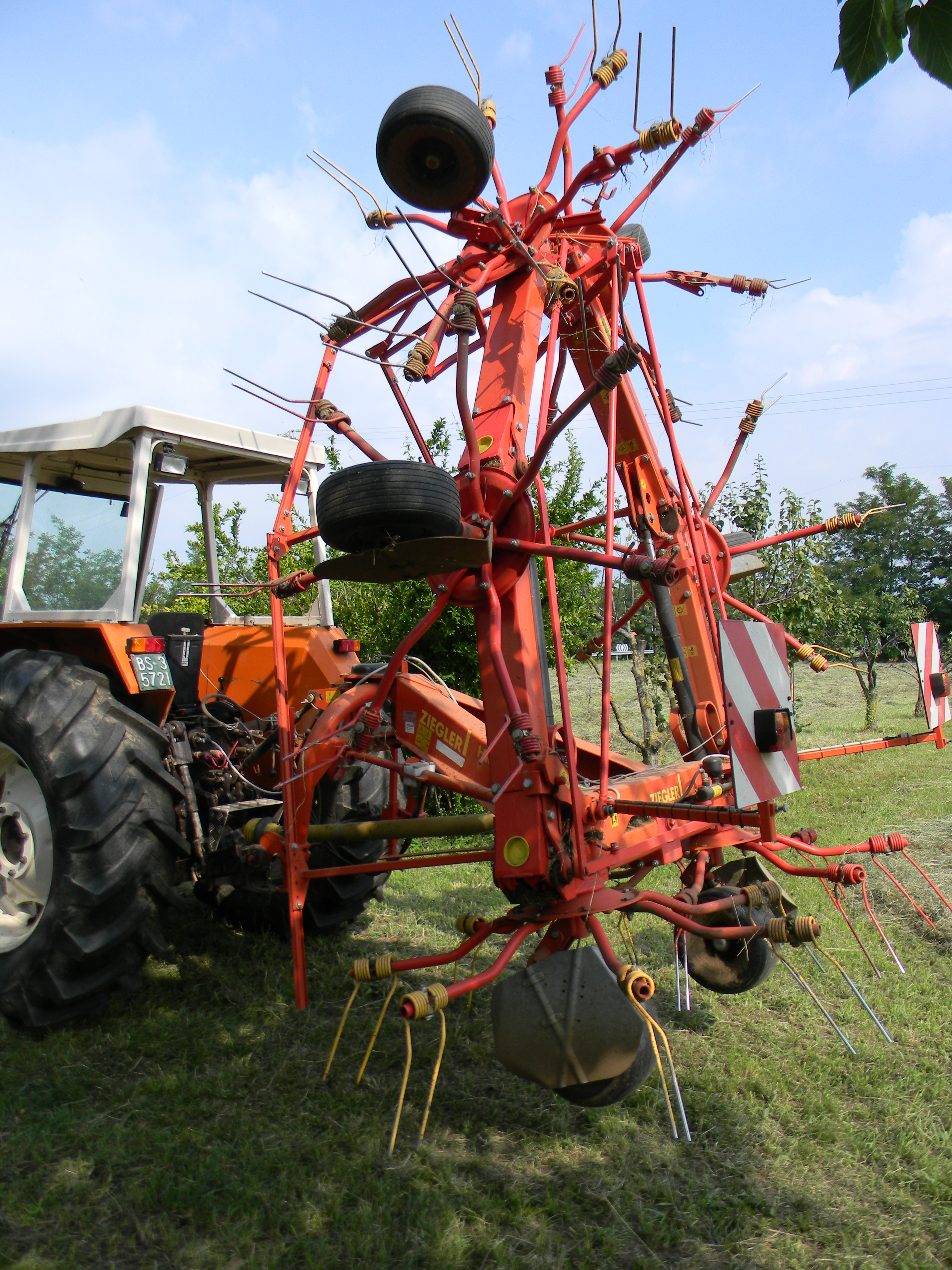
Faneuse moderne semi-portée à quatre rotors dont deux sont ici repliés (position transport).
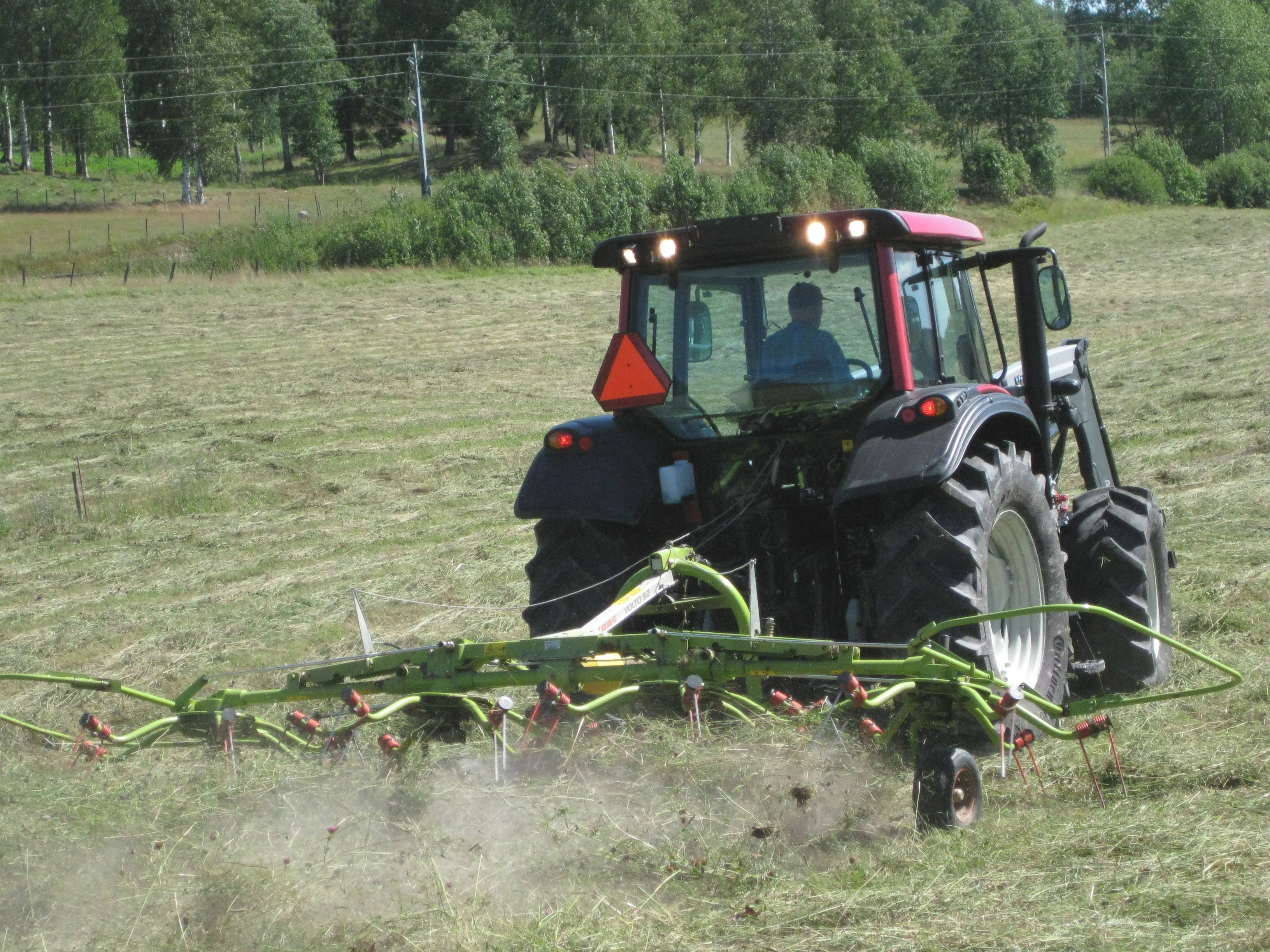
Faneuse à quatre rotors au travail
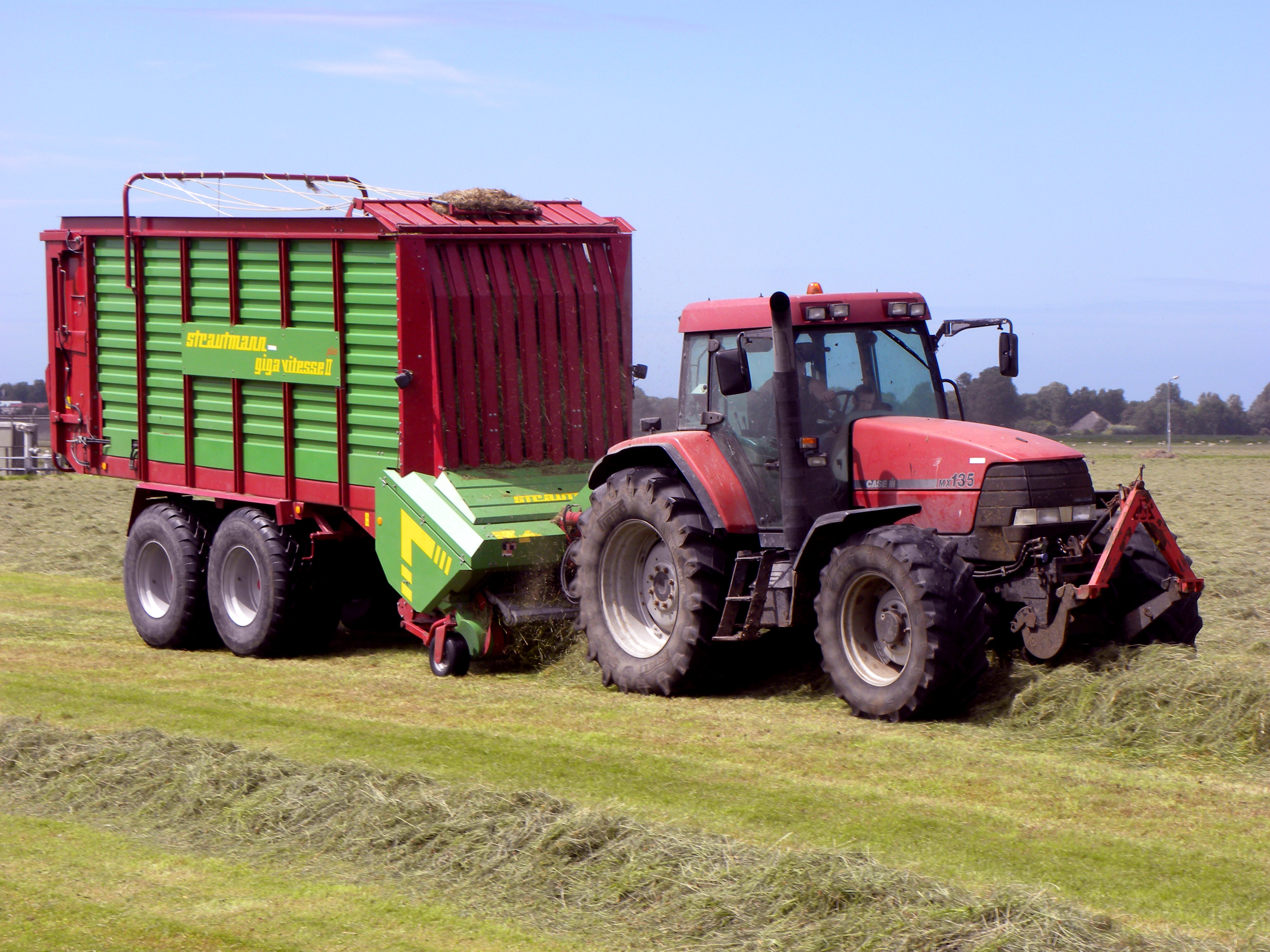
Autochargeuse au travail
- Andaineur à deux rotors en action, 2011.
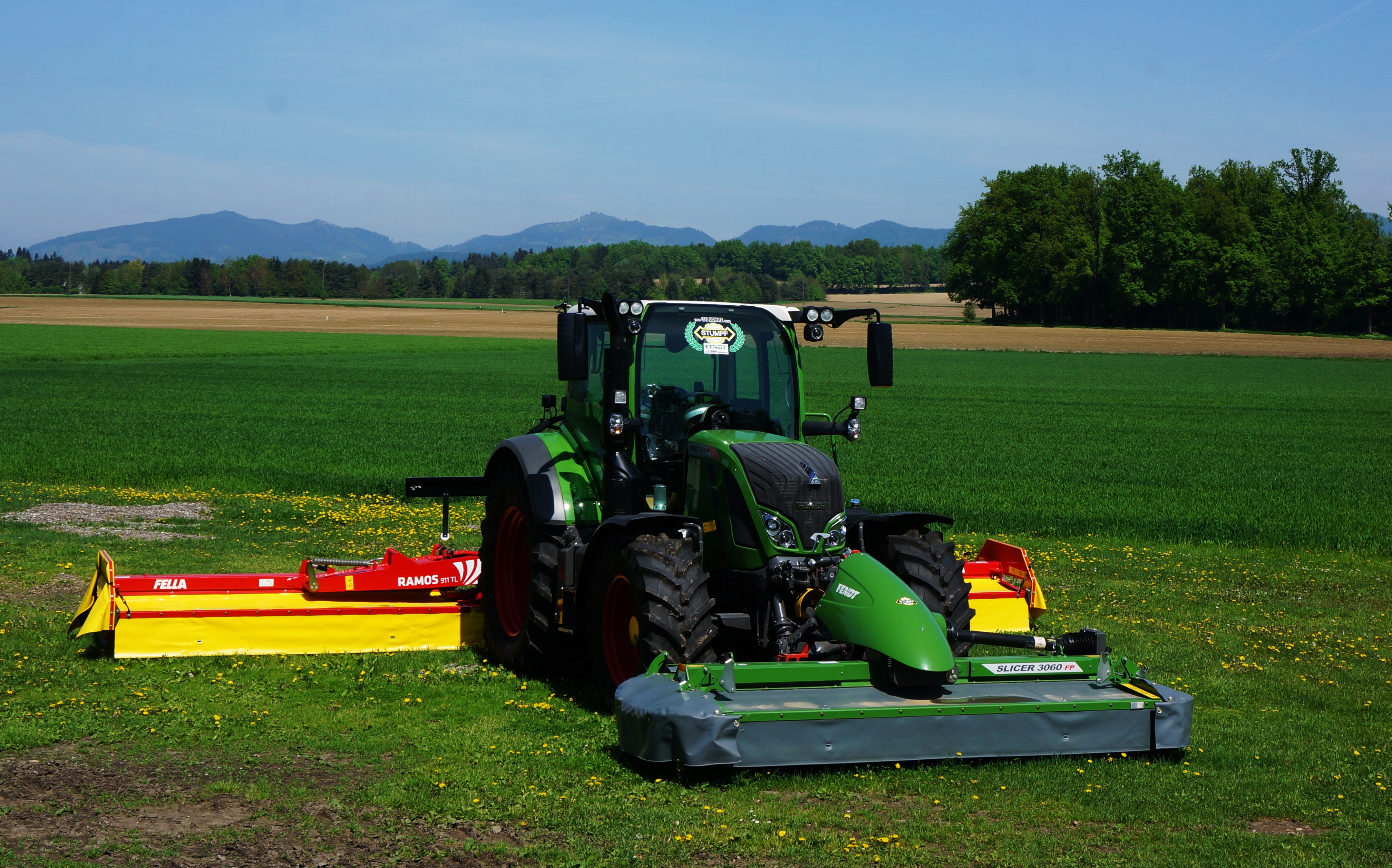
Ensemble de trois faucheuses-conditionneuses à disques entraîné par le même tracteur. Le conditionneur écrase l'herbe pour diminuer le temps de fanage. Autriche, 2018.

#### Confection et liage des bottes

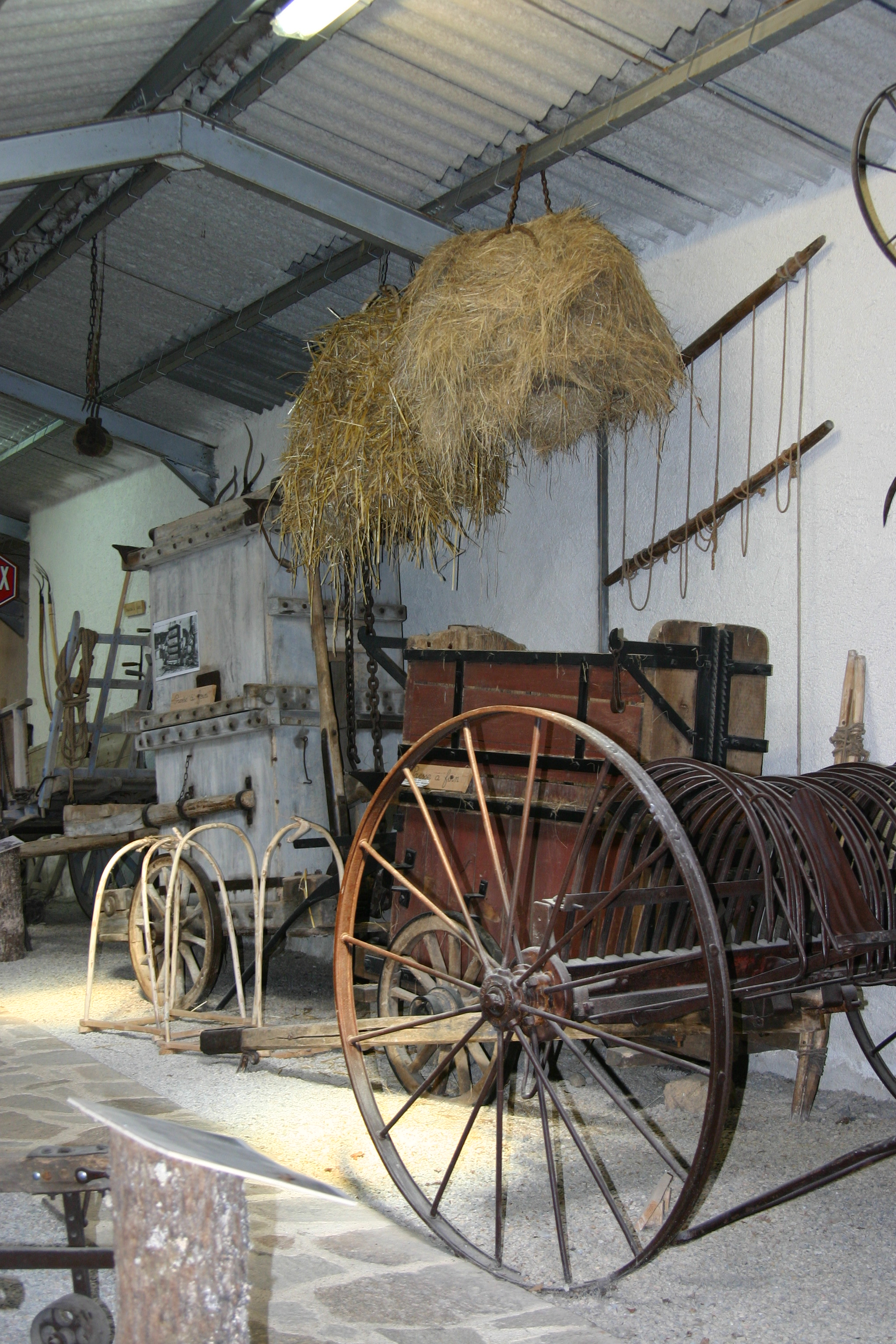
Râteau andaineur pour cheval, presses à foin manuelles et bottes sommairement liées. Années 1900
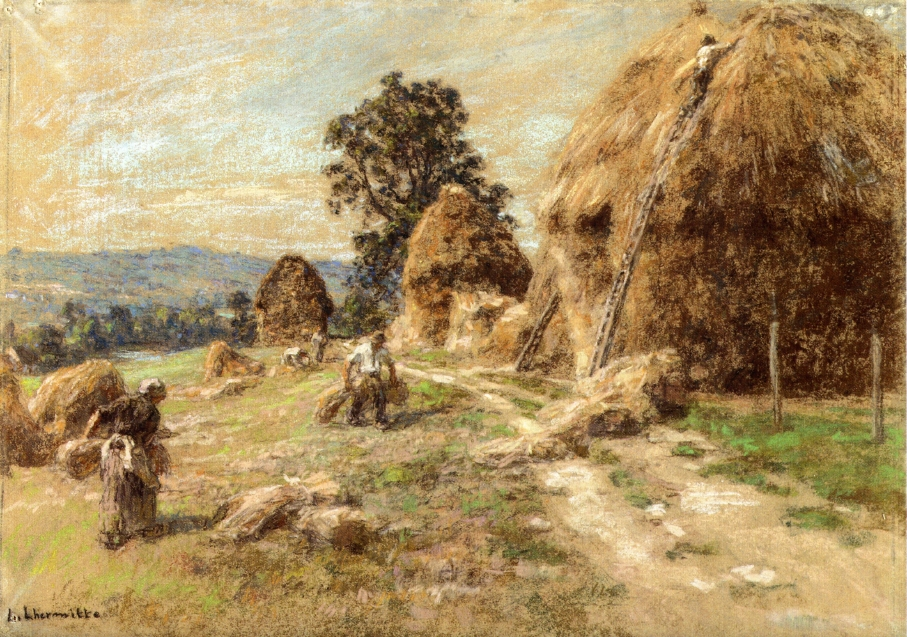
Confection (à l'arrière-plan) de bottes liées avec des brins longs pour entreposer en grandes meules; Léon Lhermitte, Meules de foin, 1921.
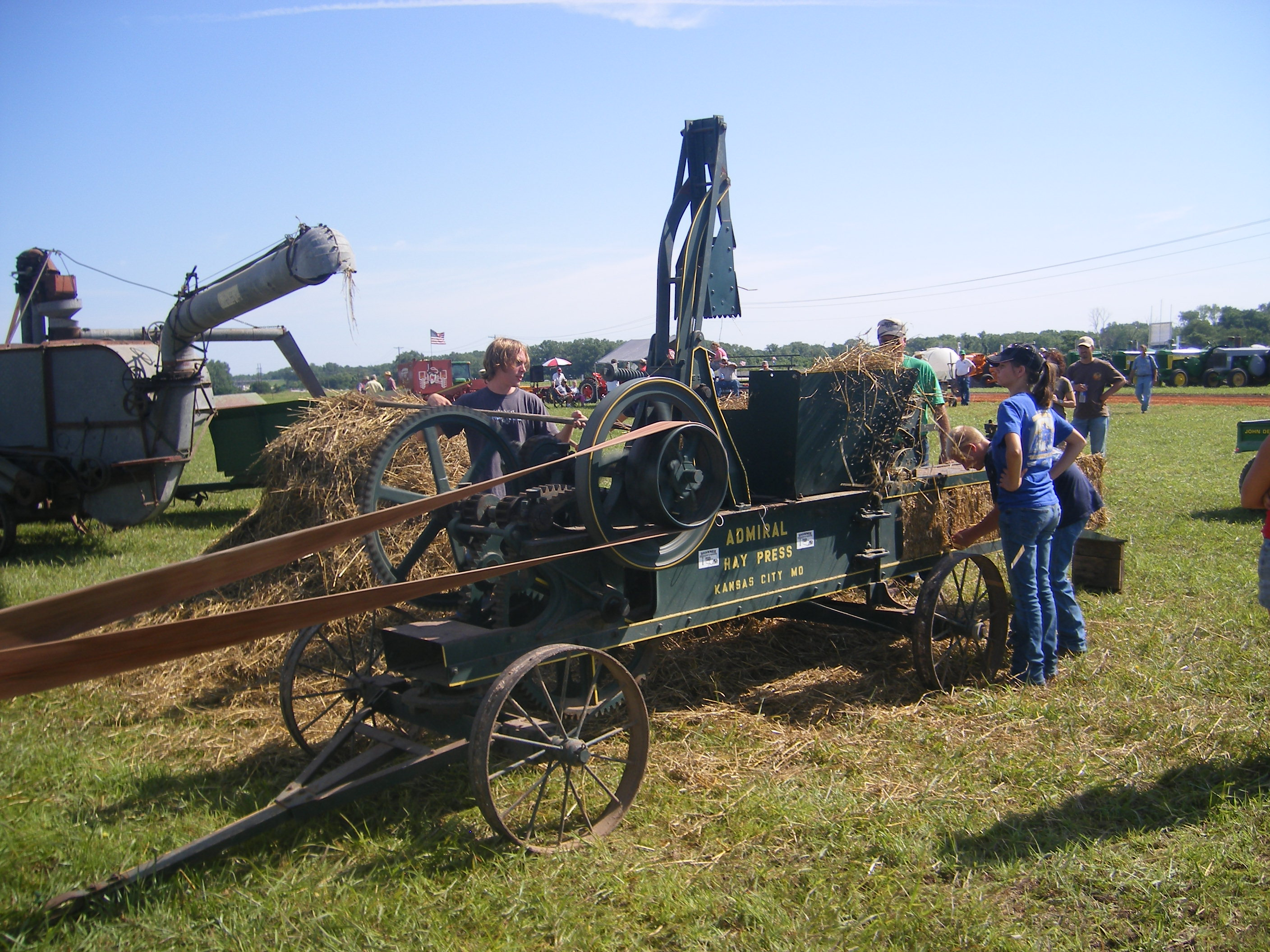
Presse stationnaire (sans pickup) à piston horizontal entraînée à la poulie (probablement des années 1920 ou 1930).
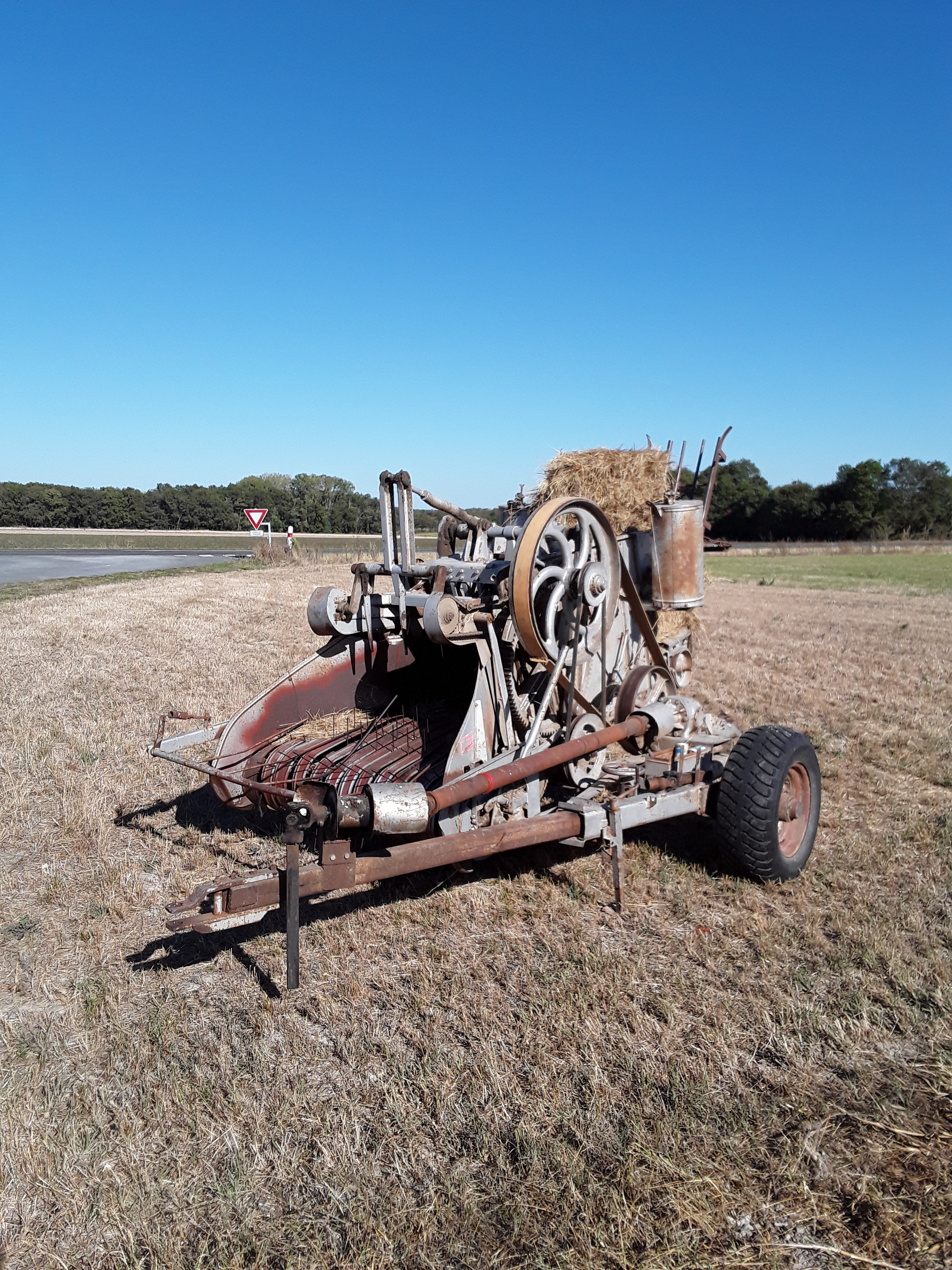
Ramasseuse-presse à piston oscillant, basse-densité, années 1950-1960. Ici une Rivierre-Casalis
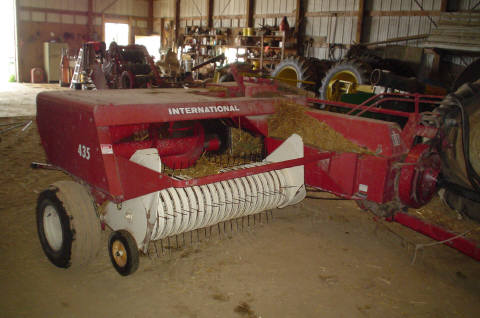
Ramasseuse-presse moyenne densité à piston horizontal International Harvester 435, très répandue dans les années 1960-1970
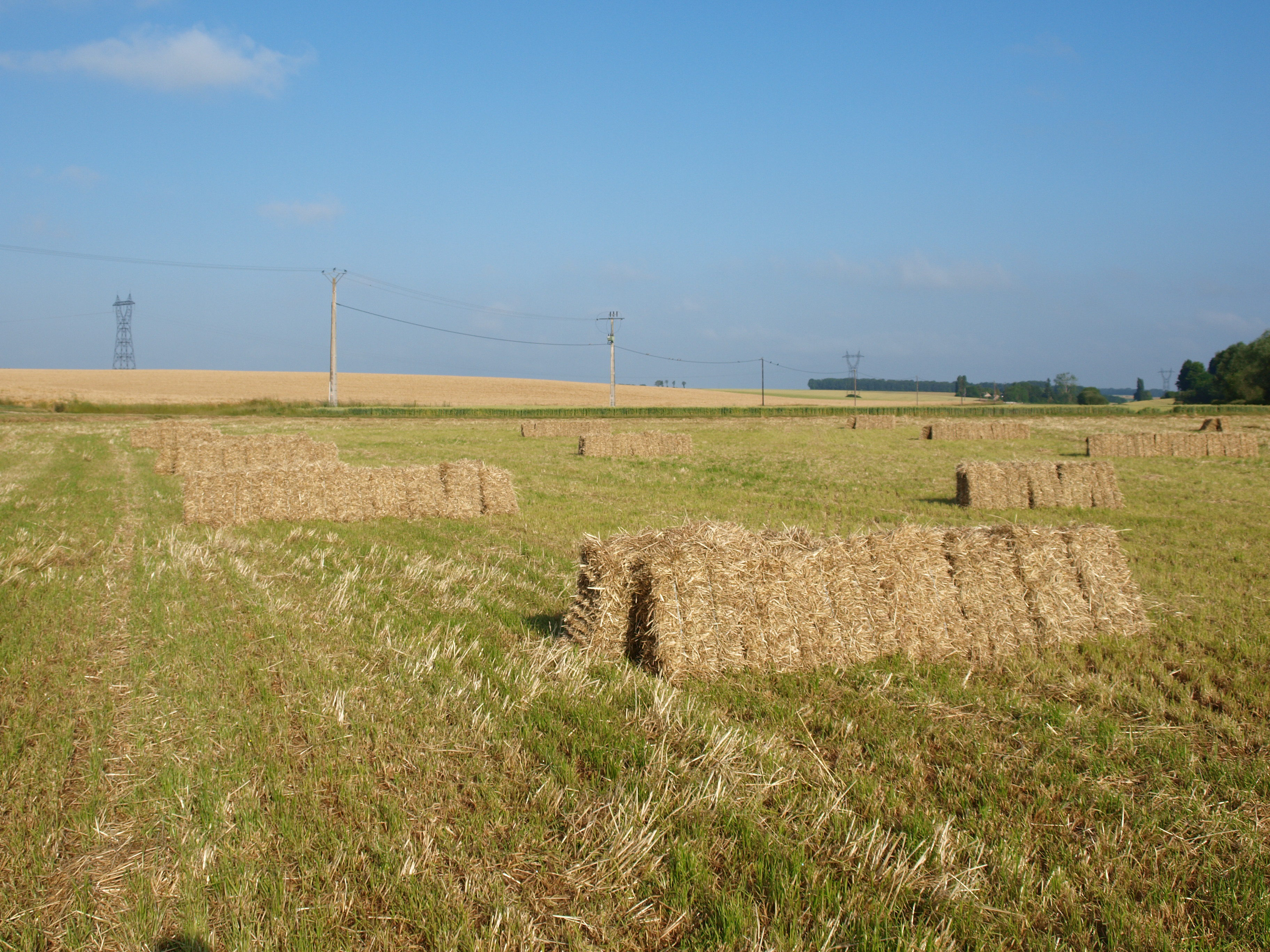
Bottes de foin moyenne densité rassemblées « debout » pour finir de sécher en évitant la pluie.
Presse à balles rondes au travail juste après le ficelage et l'éjection d'une botte. Iowa, 1999
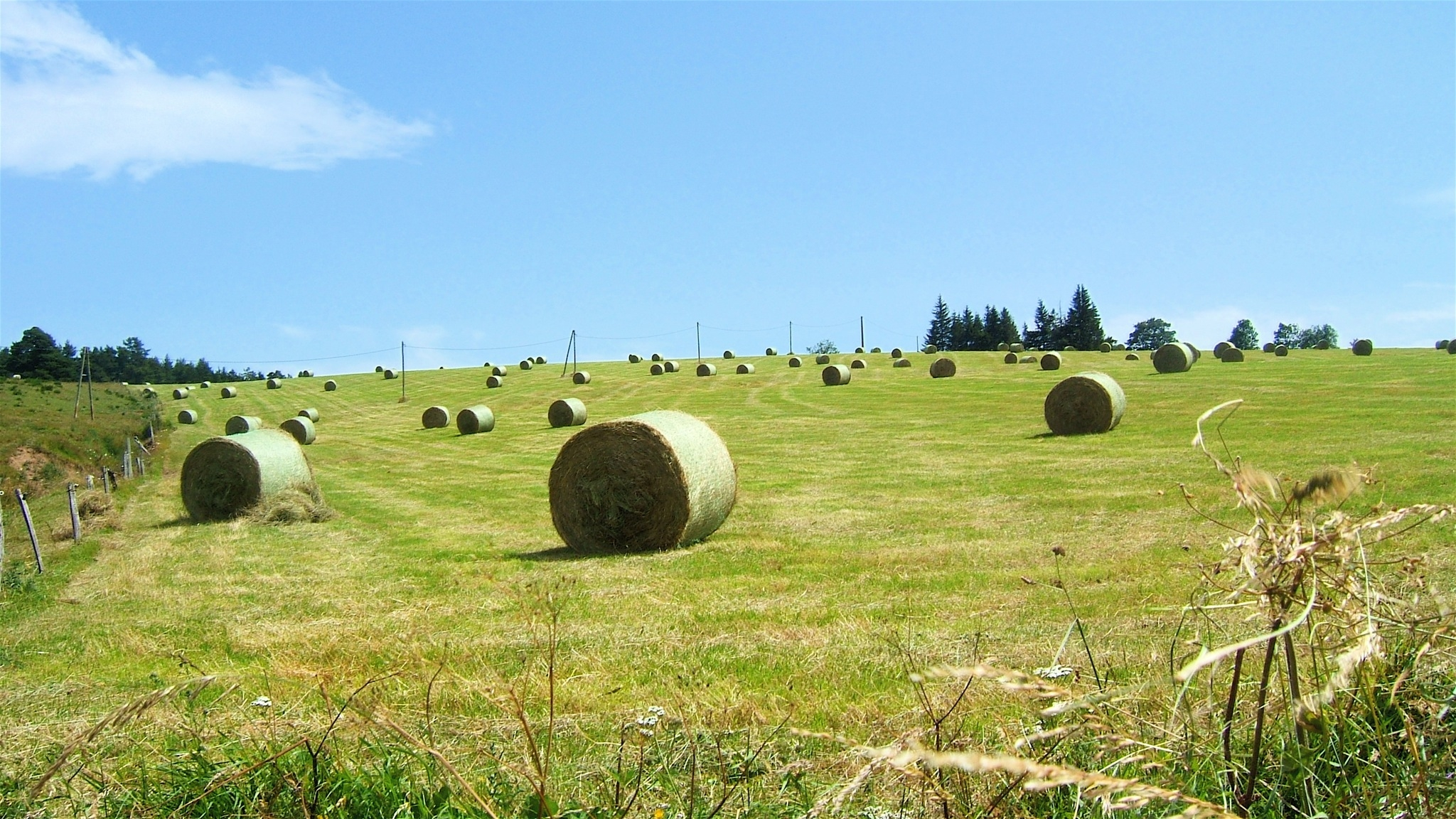
Bottes de foin déposées perpendiculairement à la pente (!), liage filet, massif du Mezenc, 2007
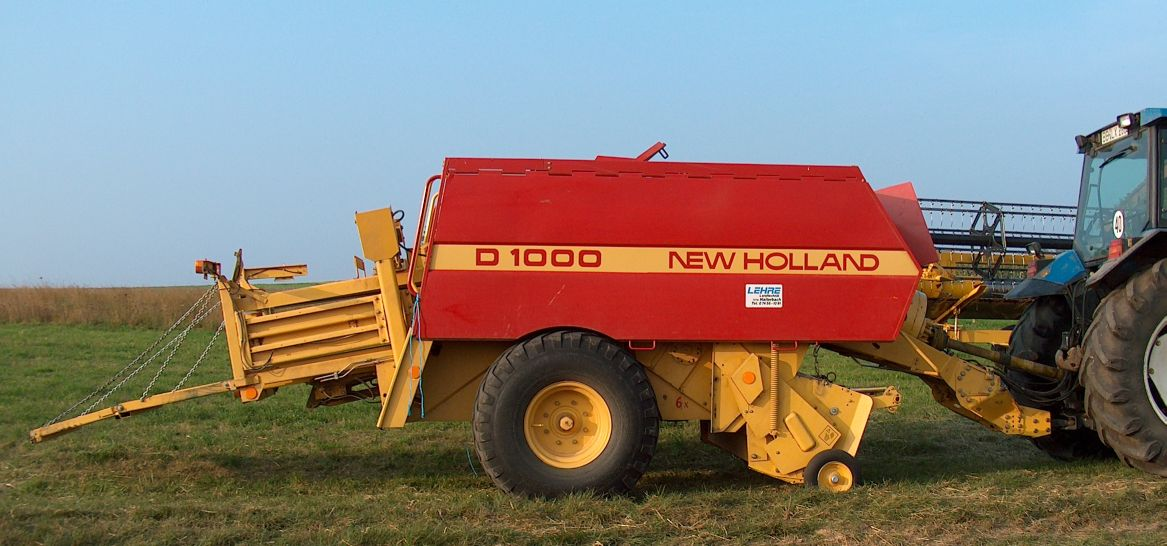
Presse à big balles, 2005

Bien qu'il ait existé des presses manuelles qui nécessitaient un liage à la main, le conditionnement en bottes n'a réellement démarré qu'après l'invention du noueur mécanique à ficelles par John Appleby (en) en 1878, d'abord mis au point pour le liage des gerbes de céréales, et par l'adjonction d'un système d'approvisionnement de la machine en continu appelé communément pickup . On peut alors parler de ramasseuses-presses. Le liage au fil de fer occasionnait des risques d'ingestion d'éléments métalliques (corps étrangers) par les animaux et ne fut jamais beaucoup utilisé.
Les premières ramasseuses-presses à piston oscillant n'obtenaient que des bottes de basse densité et furent parfois entrainées par des moteurs auxillaires. À partir des années 1960, les ramasseuses-presses à piston horizontal, nécessitant un tracteur d'au moins 30 chevaux, travaillaient en général en moyenne densité. À partir des années 1980, l'utilisation de machines capables de faire des bottes de grandes dimensions, cylindriques ou parallélépipédiques, prit de l'ampleur. Ces bottes sont uniquement manipulables avec des moyens mécaniques : griffes, chargeurs sur  tracteurs, chariots télescopiques.
La ficelle de sisal fut énormément utilisée jusque dans les années 1970 avant d'être remplacée par la ficelle de  polypropylène, moins coûteuse et plus solide. Le sisal garde quelques adeptes surtout en bio et son intérêt pourrait être reconsidéré compte tenu de l'importance des déchets plastiques générés par l'agriculture. Cette ficelle pouvait communiquer son odeur caractéristique à toute l'étable.
Les bobines de ficelles comportent un chiffre qui indique la longueur en mètres de ficelle développée par 1 kilogramme de ficelle. Ainsi de la 350 est plus fine et moins solide que de la 220. Les noueurs n'acceptent qu'une variété restreinte de qualités de ficelle. Ces ficelles plastiques sont généralement bleues ou noires. L'AOC foin de Crau est reconnaissable à sa ficelle rouge et blanche.
Les presses à balles rondes nécessitent généralement un arrêt pour le ficelage et parfois un recul pour laisser un espace entre la botte déposée et la machine afin de refermer la cage de pressage. Il existe cependant des machines à double chambre ne nécessitant pas d'arrêt. Le ficelage (toujours sans nouage) des bottes rondes peut être réalisé avec de la ficelle ou avec du filet, le filet plus cher permettant un gain de temps appréciable (Jusqu'à 30 % sur l'ensemble du chantier).
Les presses à balles rectangulaires ne nécessitent pas d'arrêt pour le ficelage et le nouage et permettent des débits de chantier importants.

#### Diversité des conditionnements et stockage

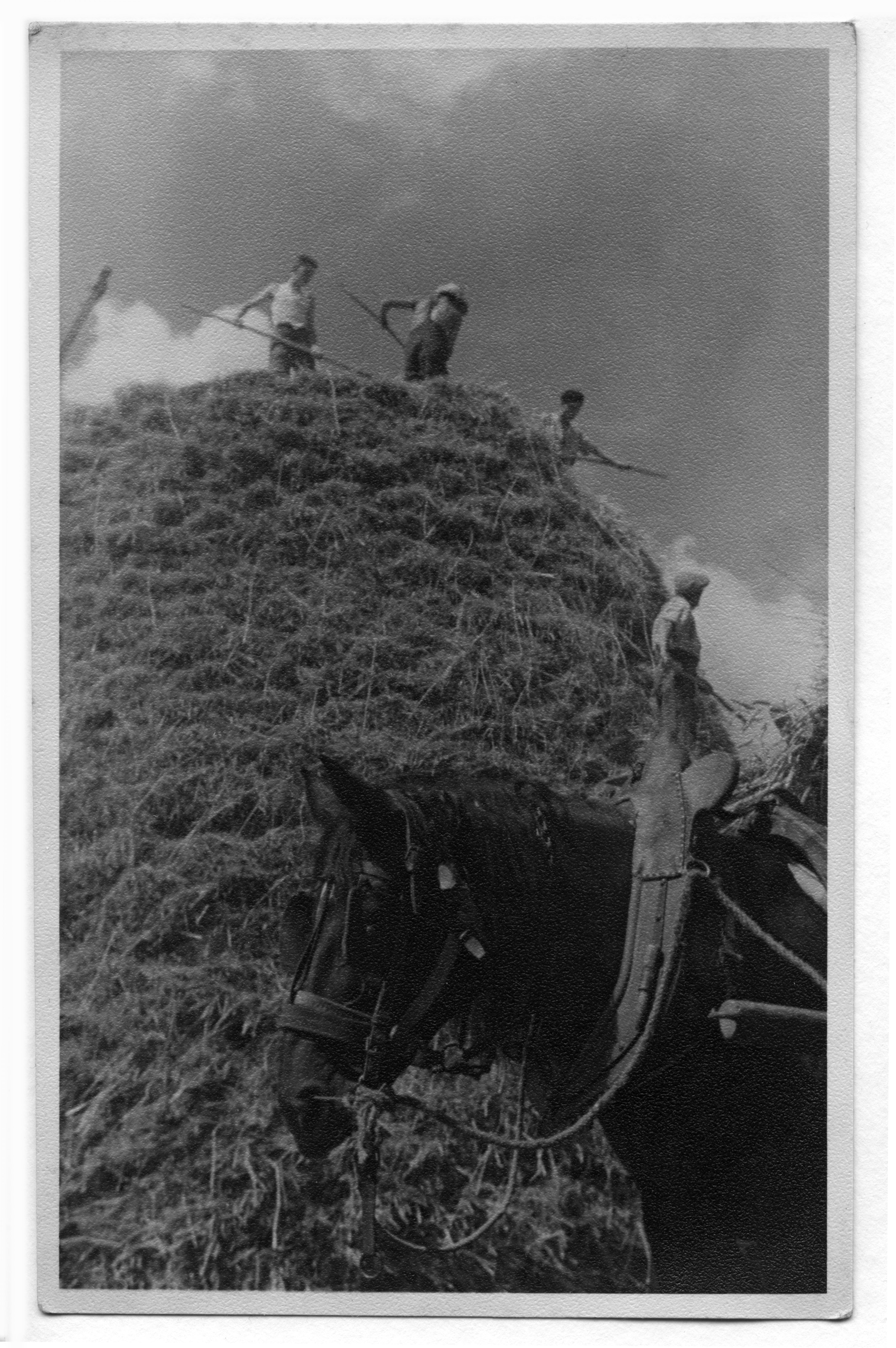
Finition d'une grande meule de foin (stockage définitif), remarquer la disposition régulière en tuiles des fourchées de foin, la Chapelle-Saint-Laud, Maine-et-Loire, France, 1944

Le stockage du foin (et souvent la fin du séchage) se fait généralement en bottes sous plusieurs  formes, la densité est un critère déterminant, les poids de bottes s'entendant pour un foin ramené à 15 % d'humidité :
- vrac, de densité 40 à 50 kg/m3, surtout pour le séchage en grange ou lorsqu'il n'y a pas de possibilité de mécanisation. La mise en meulons est restée commune en France jusque dans les années 1950.
- Bottes de basse densité (moins de 15 kg, 50 à 75 kg/m3, pressage en dessous de 35 % d'humidité) parfois aussi assemblées en meulons (on disait sitiaux en poitevin, dizeaux  en picard, monts dans le Nord ... pour ces assemblages de bottes), encore présentes notamment en Europe de l'Est. Le meulon, s'il est bien fait ne prend que peu l'eau en cas de pluie. Ces bottes basse densité gardent aussi des adeptes pour le séchage en grange[13].

- Petites bottes « rectangulaires » de section courante 36 × 46 cm, la longueur variant en général entre 70 et 90 cm et le poids de 15 à 60 kg. La principale distinction entre les petites bottes rectangulaires se situe au niveau de la densité : 100 à 160 kg/m3 (moyenne densité, pressage en-dessous de 25 % d'humidité), 175 à 200 kg/m3 (haute densité). Si elles doivent finir de sécher au champ, il est nécessaire de les entasser en meulons ou de les mettre « debout » pour éviter que la pluie ne les imbibe.

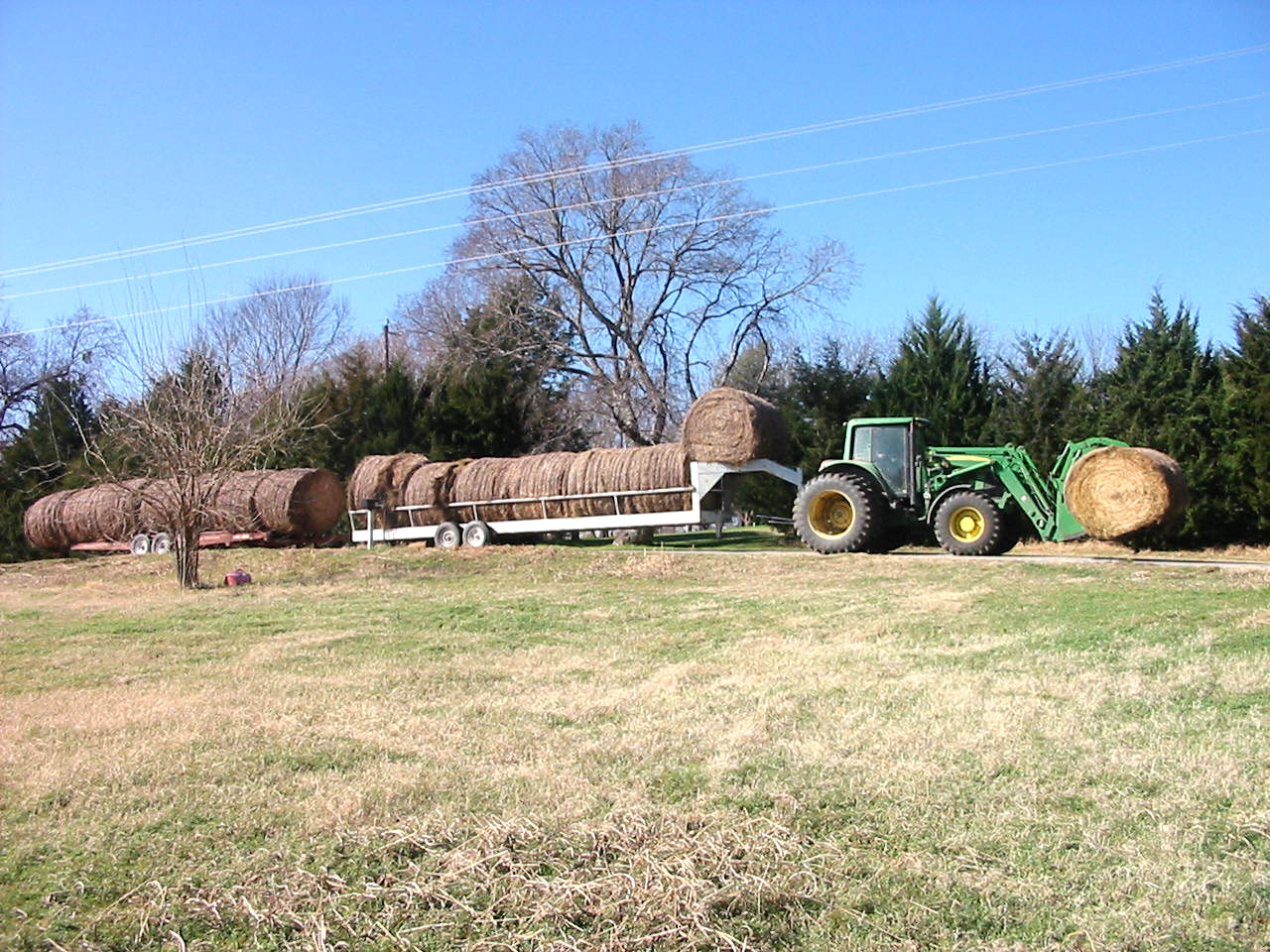
Transport de balles rondes dans un ranch texan. États-Unis, 2008

- Balles « rondes » de 120  x (Ø 90 à 160 cm) pour les plus courantes, de densité moyenne 180 kg/m3, connues également sous le nom de bottes rondes ou de "gaëls" (120 à 350 kg). Elles sont moins sensibles à la pluie et peuvent continuer de sécher facilement au pré, un avantage non négligeable. Leur réalisation peut poser des problèmes sur terrain très pentu; c'est aujourd'hui la technique de pressage la plus répandue pour le foin en zone tempérée.
- Grosses balles « rectangulaires » de 80 x(70, 80 ou 90) x (100 à 240 cm) de densité moyenne 180 kg/m3. Elles s'entassent facilement.
- Grosses balles « rectangulaires » (ou big bales, big balles) de 120 x(70,90,100 ou 120)x (100 à 260 cm) de 300 à 1 000 kg. Elles sont plus denses (environ 200 kg/m3) que les rondes et s'entassent plus facilement[13].
- Le foin surcomprimé, en Amérique du Nord, est obtenu à partir de balles  au moyen d'un traitement effectué à poste fixe par une machine appelée compacteur. On obtient alors des  balles de dimensions 38x48x69 cm avec une densité d'environ 350 kg/m3 intéressante pour le transport à longue distance[17].
- Il existe de petits conditionnements d'environ 1 kg (sachets, mini-bottes, ballotins) pour l'usage domestique (cuisine, rongeurs de compagnie, décoration).
- Le fenil est le bâtiment traditionnellement utilisé pour entreposer la récolte de foin. C'est aussi l'étage d'un bâtiment où s'exerce la même fonction ; le fenil est souvent situé au-dessus des étables. Suivant les régions, on disait aussi fenière, grange à foin, barge (Poitou).

## Distribution

### Foin en vrac et bottes basse densité

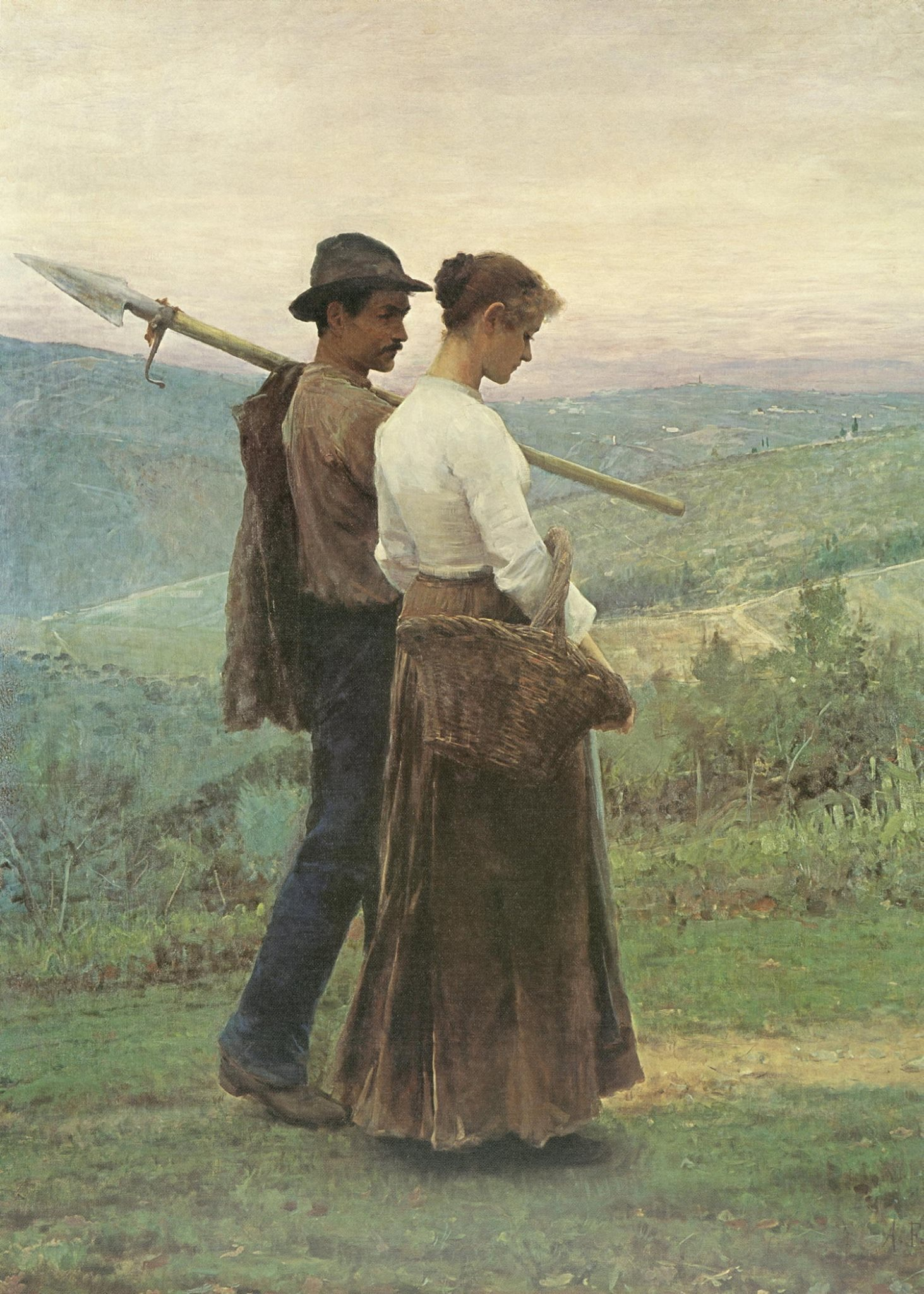
Lune de Miel d'Arturo Faldi. Le personnage masculin porte sur l'épaule un coupe-foin à repose-pied. Toscane, 1892

Le foin était autrefois et est encore distribué en vrac au ratelier dont la taille est adaptée au format des animaux. Les fenils situés au-dessus du logement des animaux permettent d'affourager directement les rateliers par des trappes pratiquées dans le plancher. Au fil du temps le foin en vrac se tassait et comme il était généralement en brins longs, il devenait très difficile de le reprendre, on utilisait alors un coupe-foin (ou coupe-barge) , un grand couteau qui comportait deux poignées ou, plus souvent, un manche plus un repose-pied que l'on enfonçait verticalement dans la masse de foin.
Le foin peut aussi être distribué au moyen d'une griffe de manutention se déplaçant sous un chemin suspendu aux poutres de la grange. C'est souvent le cas lorsqu'il y a séchage en grange ou lorsque le foin est en vrac avec grange et étable contiguës.

### Foin en bottes
Les grosses bottes sont manipulées au moyen de chargeurs sur tracteurs, de chariots élévateurs télescopiques ou de griffes de manutention en grange. Ces machines sont équipées de fourchons, de griffes ou de pinces.

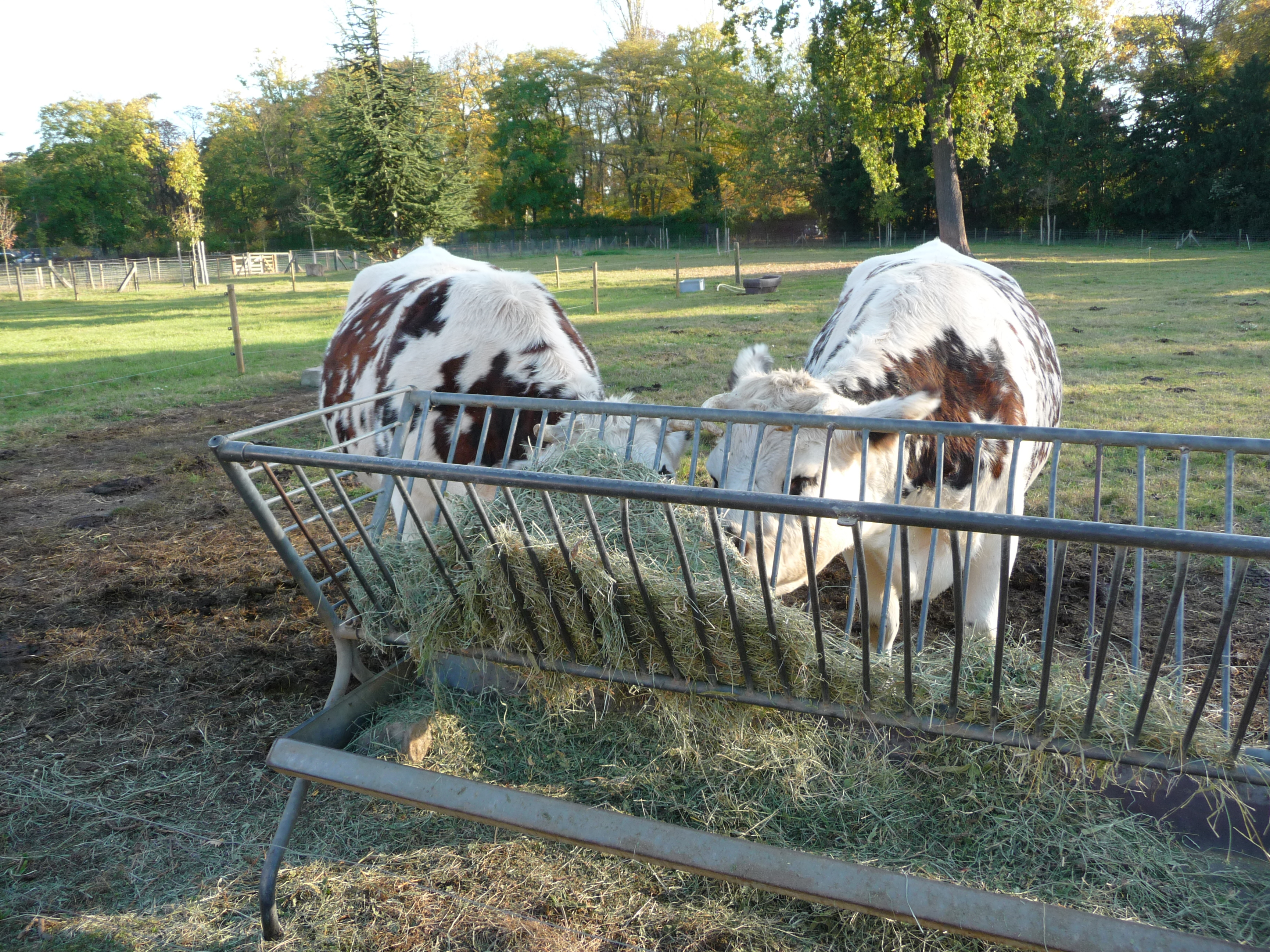
Râtelier à foin déplaçable moderne

Il existe aujourd'hui des râteliers adaptés à toutes les formes de bottes, utilisables aussi au pré, éventuellement couverts.
Pour les  grands élevages, il existe des dérouleuses de bottes rondes. Le foin peut aussi être incorporé aux rations puis distribué à l'auge ou au cornadis en mélange au moyen de machines appelées mélangeuses distributrices (mélangeuses à vis).

### Renouvellement de l'intérêt de la distribution de foin

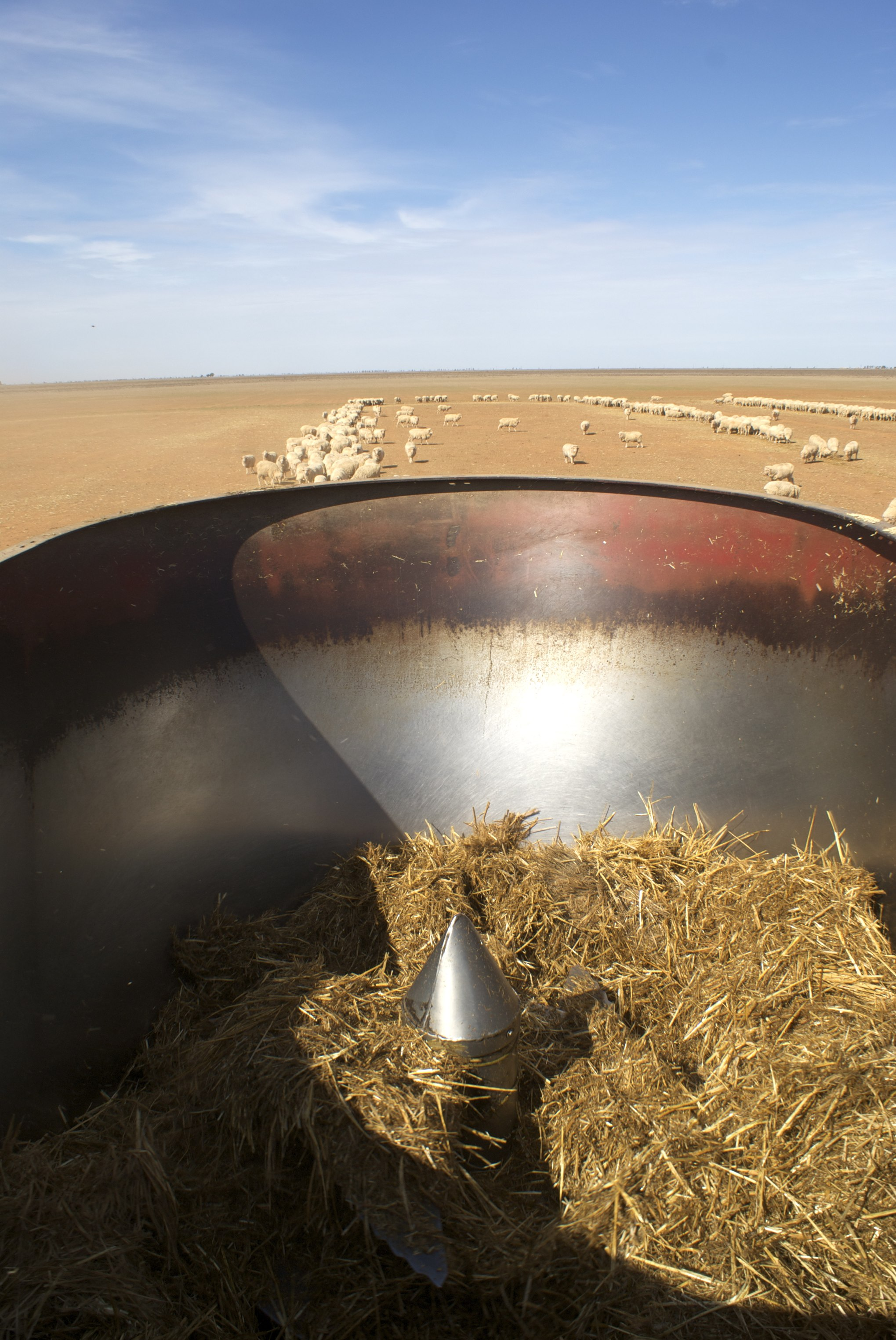
Le foin peut être haché et mélangé au reste de la ration dans une remorque mélangeuse distributrice. Vue de l'intérieur du bol mélangeur

Les fabricants d'aliments du bétail proposent aujourd'hui des rations sèches qui sont en général des rations complètes moins l'élément grossier (les fibres). Les rations mash en sont des variantes rustiques: leurs composants étant présentés en l'état et donc en principe reconnaissables à l'œil. Le foin est donc le complément idéal de ces rations dont l'intérêt pour l'éleveur est de simplifier son travail; tous les aliments étant secs, l'éleveur peut espacer les distributions. Ce type de ration entraîne généralement un surcoût par rapport à une ration à base d'ensilage, ce qui a entraîné de grandes exploitations à fabriquer leurs propres rations mash. Ce surcoût peut aussi être compensé par la meilleure valorisation des produits finis, sans ensilage.

## Production
Sur un hectare, on peut produire jusqu'à 5 tonnes de foin en première coupe selon la fertilité du sol et le climat. les coupes suivantes sont de rendement moindre mais plus feuillues s'il s'agit de graminées qui ne remontent pas, donc avec une valeur alimentaire meilleure. Ce sont les regains

## Bien-être des animaux et qualité des produits de l'élevage, foin contre ensilage?
Comme pâturer, se nourrir de foin est naturel pour les herbivores. La consommation de foin contribuerait à leur santé et leur bien-être bien plus que ne pourrait le faire l'ensilage qui est aujourd'hui devenu la principale forme de conservation des fourrages. Aussi, les animaux qui sont en contact avec le public reçoivent préférentiellement des rations à base de foin : chevaux, animaux de zoo.
Les cahiers des charges des élevages bio imposent une limite maximum à l'utilisation de l'ensilage. Dans certaines appellations d'origine contrôlée fromagères comme le Comté, le Margériaz (Bauges)et le Laguiole ou de viande comme le  Fin Gras du Mézenc, l'ensilage est interdit et une certaine qualité des prairies et du foin est requise. Le foin y est fourni à volonté hors pâturage.
La production de « lait de foin », nouvelle, procède de la même idée.
Certains types de prairies ont la réputation de transmettre une saveur particulière aux fromages et aux viandes soit par le pâturage, soit par le foin (mais pas par l'ensilage). Parmi les plus fameuses, on peut encore citer les fromages d'alpage comme le Beaufort, la viande d'agneau de prés salés et celle de taureau de Camargue.

## Utilisations aromatiques et condimentaires
L'odeur de foin fraîchement coupé est due à la coumarine. La coumarine prise en excès peut se révéler toxique et les moisissures de plantes en contenant conduit à la formation de dicoumarol, antivitamine K redoutable; la coumarine utilisée dans les industries alimentaires et la parfumerie est généralement d'origine synthétique.

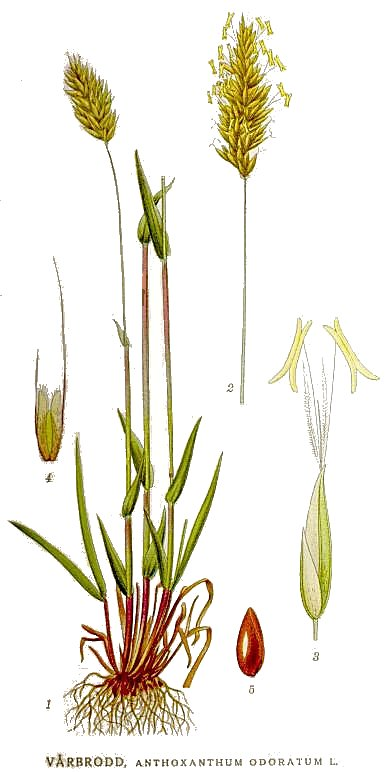
Flouve odorante

Le foin est parfois utilisé pour parfumer le linge  ainsi que certaines conserves ou plats en cuisine.
Parmi les plantes prairiales les plus odorantes, on peut rechercher par exemple la flouve odorante, dont l'odeur est caractéristique du foin dans beaucoup de régions, le fenugrec (étymologiquement foin grec), l'armoise, les menthes...
La vodka Żubrówka est aromatisée avec l'herbe aux bisons, proche de la flouve odorante. L'absinthe (une armoise) aromatise l'alcool du même nom et de nombreux autres, C'est l'arôme principal des vermouths (l'allemand Wermut signifie absinthe).
L'angélique officinale est une plante des prairies très humides. Très aromatique, c'est la plante-fétiche du Marais poitevin. On en fait des confiseries et une liqueur. Elle contient une furocoumarine.
La jonchée, est un caillé égoûté partiellement sur un lit de joncs (typiques des prairies très humides) qui transmettent une pointe d'amertume à ce dessert lacté traditionnel en Aunis. Le brocciu traditionnel était moulé dans des faisselles en joncs.

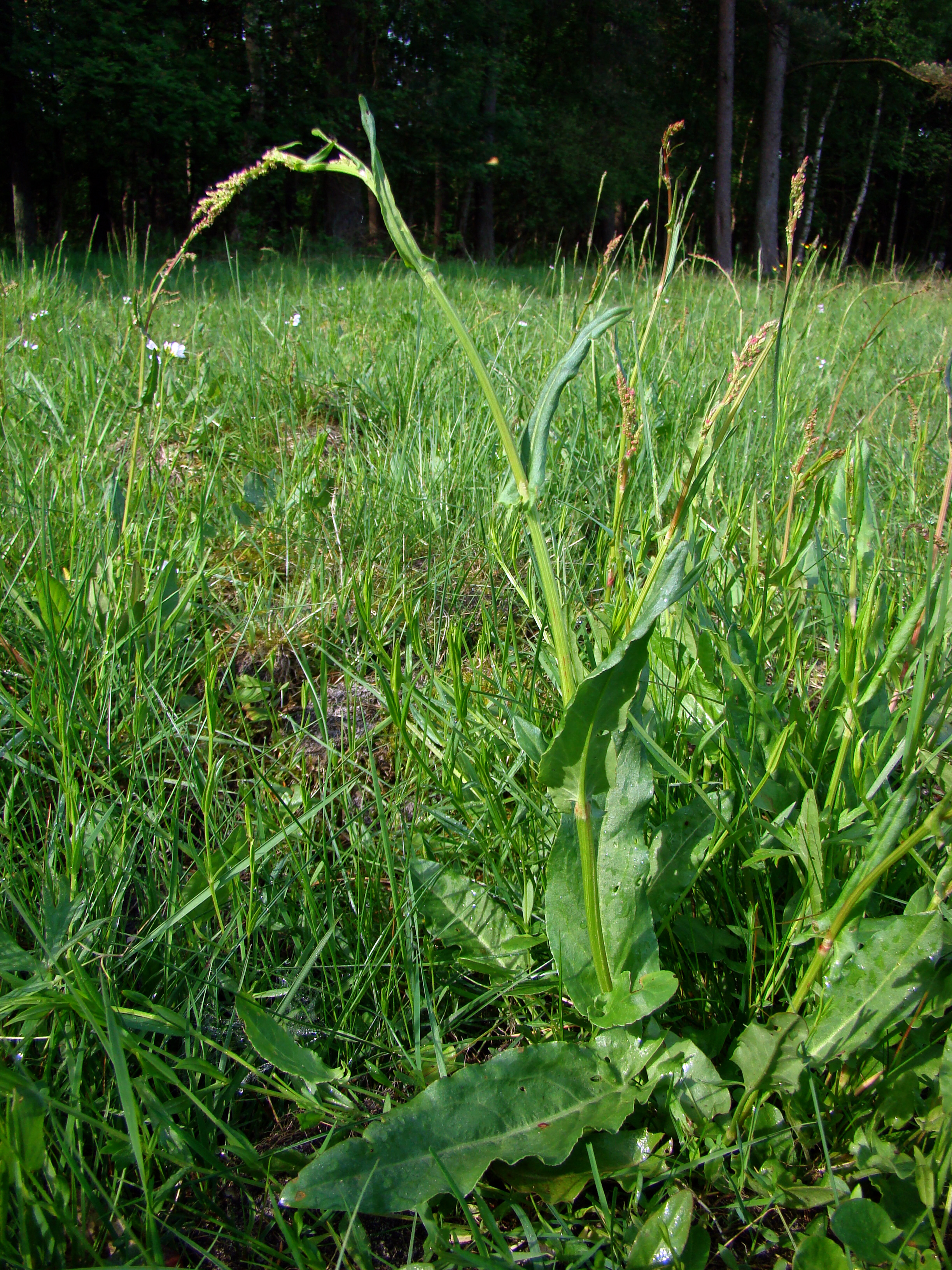
L'oseille sauvage (rumex acetosa et acetosella) commune dans les prairies est utilisable comme condiment et à l'origine des variétés potagères. Elle peut aussi se comporter en adventice envahissante.

L'estragon (une autre armoise originaire d'Asie centrale), les menthes, la pimprenelle, l'oseille, le serpolet présents, parfois massivement, dans certaines prairies permanentes sont considérés comme des condiments.

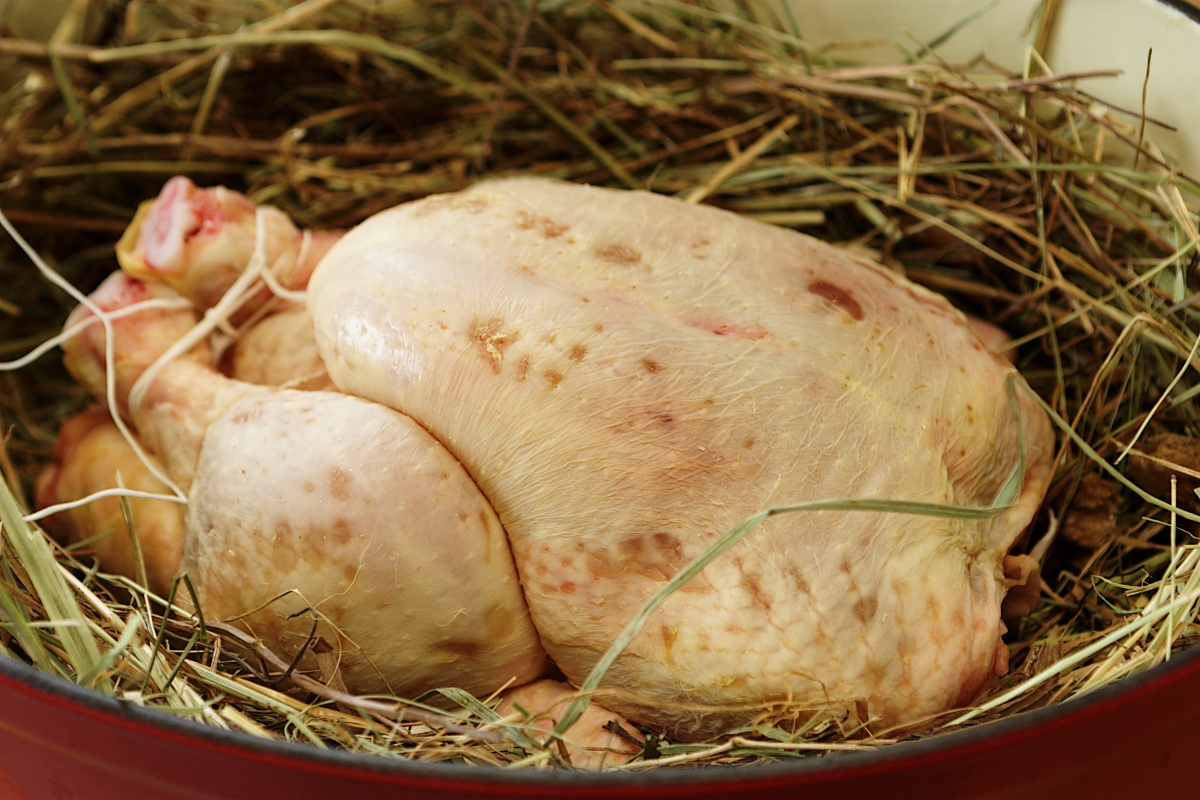
Poulet au foin de Crau

En cuisine le foin est utilisé pour parfumer l'agneau et les volailles : Poulet au foin d'Alain Passard et dans la cuisine gersoise notamment.
Il convient que la qualité du séchage du foin soit irréprochable et que le bouquet aromatique puisse être laissé à part au moment du service.
Il faut aussi se méfier de l'utilisation excessive de plantes comme les armoises (Absinthe#En tant qu'aromate) , le mélilot, le fenugrec (Fenugrec#Précautions) ...
Les graines de luzerne cultivée sont couramment proposées en vente dans les magasins diététiques ou biologiques sous le nom d'alfalfa (nom persan de la luzerne repris en arabe puis en anglais américain).
Les graines de luzerne, mélilot, sainfoin, trèfle incarnat, ... sont disponibles en petits conditionnements pour le jardin.

## Le foin dans la culture
- Utilisation symbolique : Le foin d'odeur (Hierochloe hirta et alpina) est une graminée aromatique vénérée par les peuples autochtones du Canada. Elle est proche de l'herbe aux bisons (Hierochloe odorata)[23].

- Décoration : le foin est un élément décoratif (chemins de tables ...) recherché lors de fêtes ou mariages privilégiant une ambiance country
- Roman : Regain, Jean Giono
- Poésie :   « à l'heure plus froide ... où tes cheveux secoueront dans le vent criblé d'étoiles l'odeur du foin sauvage », Julien Gracq[24] ; Les Meules de foin, poème de Maurice Rollinat
- Humour : « Quand tu cherches une aiguille dans une botte de foin, trouve d'abord la botte de foin ! », Didier Bourdon[25]
- Peinture :

Le foin en peinture
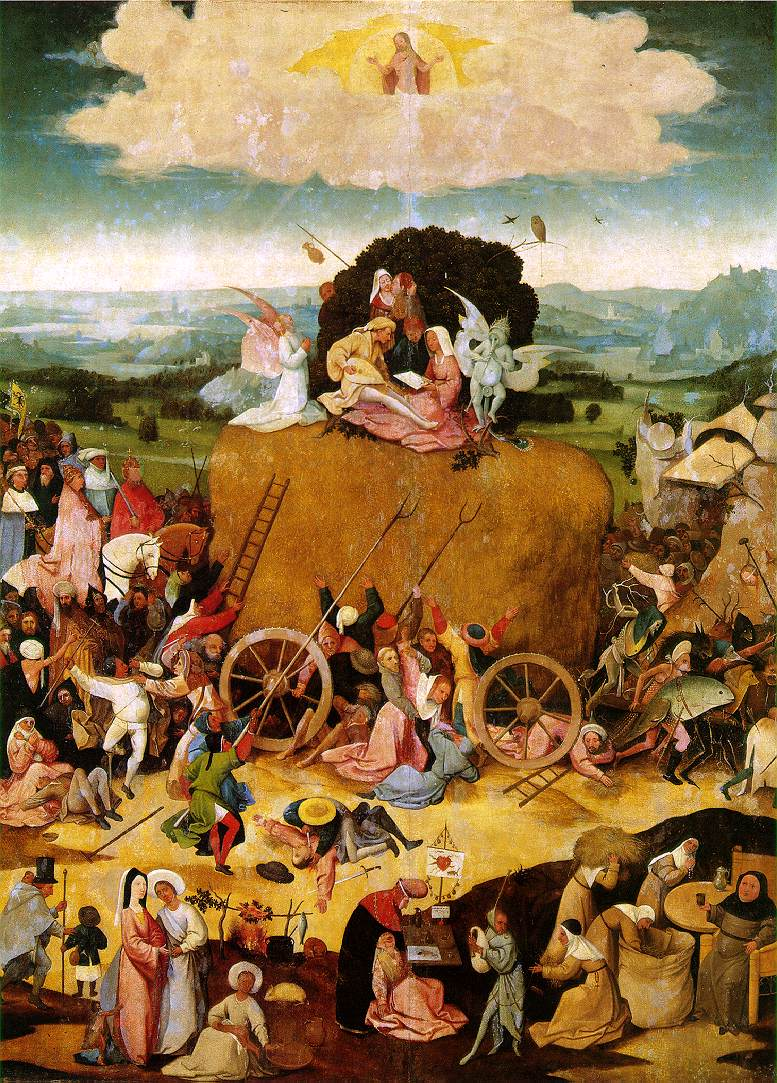
Le Chariot de Foin, Jérôme Bosch, entre 1512 et 1515
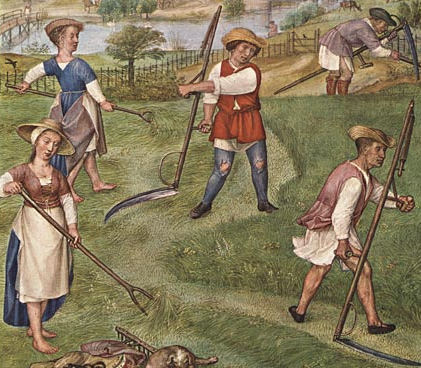
Fenaison, bréviaire des Grimani, Juin. Simon Bening, vers 1510
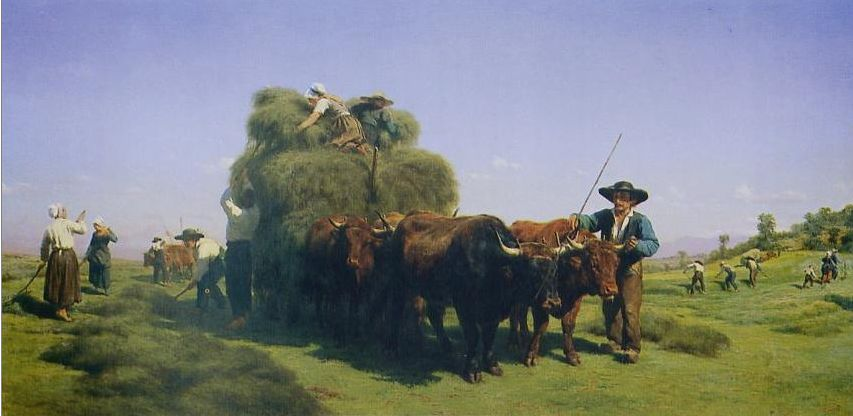
Fenaison de Rosa Bonheur (1859)
Récolte de foin à Éragny, par Camille Pissarro (1889)
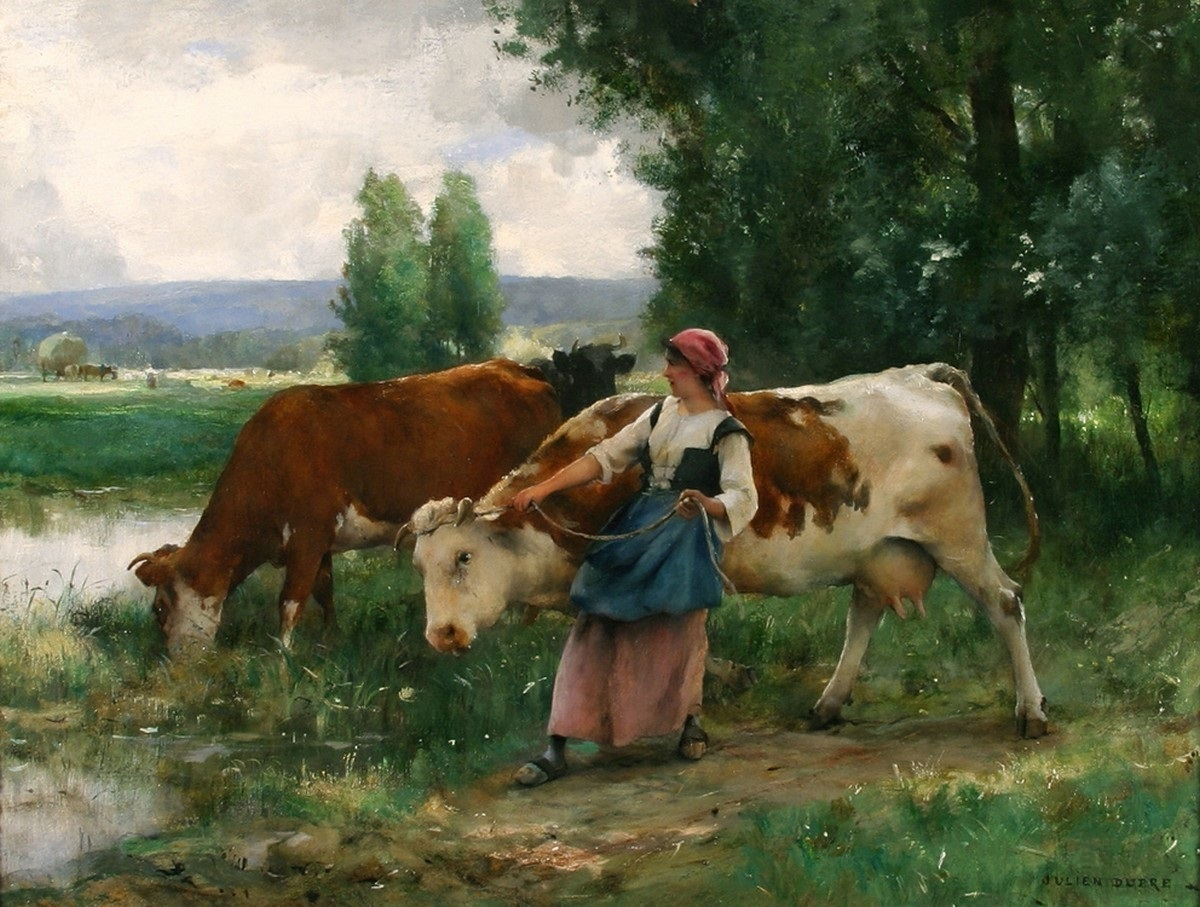
La période des foins était une période de travail intense car il fallait en même temps assurer l'ordinaire, Femme et vaches par l'eau, Julien Dupré vers 1880
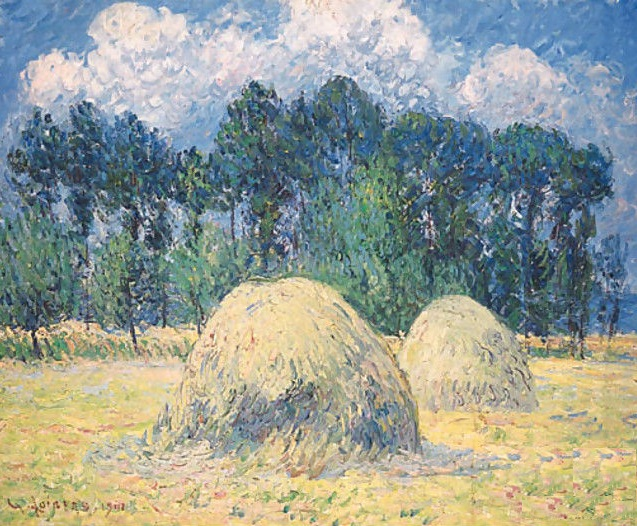
Les Meules, Gustave Loiseau, 1900
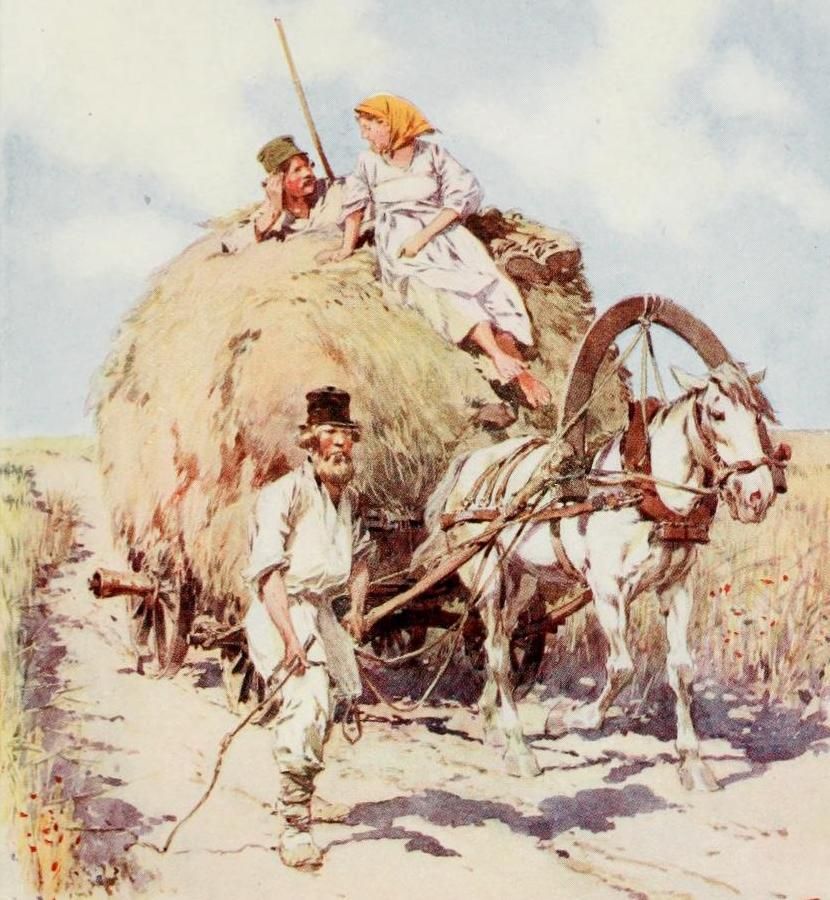
Les foins en Russie vers 1913. Un jour d'été à la campagne de Frédéric de Haenen.
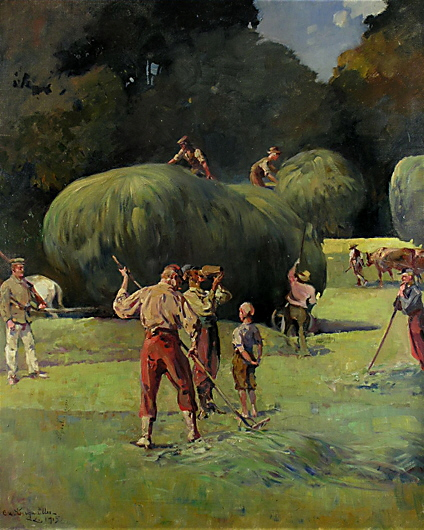
Prisonniers de guerre aux foins de Karl Bergmüller, Allemagne, 1915.